# Калуш
Ка́луш — місто в Україні, адміністративний центр Калуської міської громади та Калуського району Івано-Франківської області.

## Географія
Одна з головних переваг міста — його вигідне географічне розташування та промисловий потенціал. Добре розвинута транспортна мережа поєднує місто з Центральною Європою та Заходом через залізницю та автомобільні дороги. Мережа автомобільних доріг сполучає Калуш з іншими містами, такими як Львів (100 км), Ужгород (245 км), Київ (560 км). Ці та інші міста сполучені з Калушем також залізницею.
В радіусі 300 км від міста пролягають кордони з Польщею (150 км), Угорщиною (300 км), Словаччиною (300 км), Румунією (240 км), що дає легкий доступ до країн Центральної та Східної Європи.
На виїзді на Копанки зліва за обвідним каналом річки Сівка знаходиться бетонована смуга колишнього аеродрому, яка зараз використовується для перегонів і виставок. За 30 км від Калуша, у м. Івано-Франківську, розташоване летовище, спроможне регулярно приймати важкі транспортні літаки (Boeing 767, Іл-76, Іл-86).
За характером рельєфу територія міста складається з рівнинної частини і гори Височанка (відповідно називається і район), названої на честь героя-опришка Семена Височана. Поверхня міста розчленована річками Лімниця, Сівка, Млинівка. Через північно-західну частину міста тече річка Кропивник з притоками Фрунилів та Кривець. Десята частина міста вкрита лісами (див. також Височанські дуби).

## Клімат
Калуш лежить в Атлантико-континентальній кліматичній області. Клімат міста помірно континентальний, вологий з прохолодним літом та м'якою зимою; формується під панівним впливом вологих повітряних мас Атлантичного океану та Середземного моря. Це зумовлює різке зниження температури повітря взимку до −20 °C і підвищення температури влітку до +20 °C, +30 °C.
Зими, як правило, м'які, літо — тепле. Пересічна температура січня −4 °C, −10 °C, липня — +18 °C, +25 °C. Період з температурою понад +10 °C становить 160—170 днів. Безморозний період — 250—255 днів. Річні суми опадів коливаються в межах 600—800 мм. Основна кількість опадів припадає на теплий період. Це пов'язано з тим, що місто належить до вологої помірно теплої агрокліматичної зони і на клімат міста суттєво впливає близькість гір Карпат.
| Кліматограма Калуша | Кліматограма Калуша | Кліматограма Калуша | Кліматограма Калуша | Кліматограма Калуша | Кліматограма Калуша | Кліматограма Калуша | Кліматограма Калуша | Кліматограма Калуша | Кліматограма Калуша | Кліматограма Калуша | Кліматограма Калуша |
| --- | ------------------- | ------------------- | ------------------- | ------------------- | ------------------- | ------------------- | ------------------- | ------------------- | ------------------- | ------------------- | ------------------- |
| С | Л                   | Б                   | К                   | Т                   | Ч                   | Л                   | С                   | В                   | Ж                   | Л                   | Г                   |
| 45 0 −7 | 51 1 −6             | 63 7 −2             | 70 14 3             | 102 19 8            | 111 22 12           | 119 23 14           | 86 23 14            | 79 18 9             | 64 13 5             | 55 7 1              | 56 2 −4             |
| Середня макс. і мін. температури повітря (°C) Атмосферні опади (мм), за рік : 901 мм. Джерело: «Climate-Data.org» (англ.) |                     |                     |                     |                     |                     |                     |                     |                     |                     |                     |                     |

## Адміністративно-територіальний устрій
Калуш — місто обласного підпорядкування з площею 6453,5 га (це 0,5 % території області), розташоване на відстані 30 км від обласного центру.
20 березня 1972 Калушу надано статус міста обласного підпорядкування і підпорядковані міськраді селища Підгірки і Хотінь утратили статус селищ, а Мостище — передане Копанківській сільській раді Калуського району. Ці межі міста з загальною площею 6454 га були затверджені сесією обласної ради через 18 років (30 жовтня 1990), а Верховною Радою — аж через 33 роки.
25 липня 2019 р. на пленарному засіданні сесії Калуської міської ради депутати розглянули і підтримали проекти рішень про добровільне приєднання до міста Калуша Кропивницької та Мостищанської сільських рад. Ще кілька сільрад пізніше приєднались.
Влада міста представлена Калуською міською радою (36 депутатів) на чолі з міським головою, обраними мешканцями міста (кількість виборців — 49634). Голова міста керує міською радою та виконавчим комітетом, обраним депутатами. Виконавчий комітет керує міськими організаціями і службами.
Місто поділяється на промислову і житлову зони. Житлова складається із семи районів: двох висотної забудови — Старе місто і Новий Калуш та п'яти котеджної забудови — Баня, Височанка, Загір'я, Підгірки і Хотінь; має кілька базарів: нове місто — «П'ятачок» та великий базар «Барахолка», старе місто — базар «Ринок».

## Населення
Розподіл населення за віком та статтю (2001):
| Стать | Всього | До 15 років | 15-24 | 25-44  | 45-64 | 65-85 | Понад 85 |
| --- | ------ | ----------- | ----- | ------ | ----- | ----- | -------- |
| Чоловіки | 32 167 | 6854        | 4786  | 10 630 | 7558  | 2284  | 55       |
| Жінки | 35 706 | 6469        | 4972  | 11 338 | 9398  | 3346  | 183      |
| \| Статево-вікова піраміда \| Статево-вікова піраміда \| Статево-вікова піраміда \| \| ----------------------- \| ----------------------- \| ----------------------- \| \| Чоловіки \| Вік \| Жінки \| \| 55 \| 85 + \| 183 \| \| 144 \| 80-84 \| 268 \| \| 320 \| 75-79 \| 714 \| \| 723 \| 70-74 \| 1019 \| \| 1097 \| 65-69 \| 1345 \| \| 1725 \| 60-64 \| 1957 \| \| 1574 \| 55-59 \| 1903 \| \| 2106 \| 50-54 \| 2802 \| \| 2153 \| 45-49 \| 2736 \| \| 2425 \| 40-44 \| 2815 \| \| 2587 \| 35-39 \| 2616 \| \| 2741 \| 30-34 \| 2889 \| \| 2877 \| 25-29 \| 3018 \| \| 2295 \| 20-24 \| 2395 \| \| 2491 \| 15-20 \| 2577 \| \| 2706 \| 10-14 \| 2495 \| \| 2373 \| 5-9 \| 2252 \| \| 1775 \| 0-4 \| 1722 \| |        |             |       |        |       |       |          |
| Статево-вікова піраміда |        |             |       |        |       |       |          |
| Чоловіки | Вік    | Жінки       |       |        |       |       |          |
| 55 | 85 +   | 183         |       |        |       |       |          |
| 144 | 80-84  | 268         |       |        |       |       |          |
| 320 | 75-79  | 714         |       |        |       |       |          |
| 723 | 70-74  | 1019        |       |        |       |       |          |
| 1097 | 65-69  | 1345        |       |        |       |       |          |
| 1725 | 60-64  | 1957        |       |        |       |       |          |
| 1574 | 55-59  | 1903        |       |        |       |       |          |
| 2106 | 50-54  | 2802        |       |        |       |       |          |
| 2153 | 45-49  | 2736        |       |        |       |       |          |
| 2425 | 40-44  | 2815        |       |        |       |       |          |
| 2587 | 35-39  | 2616        |       |        |       |       |          |
| 2741 | 30-34  | 2889        |       |        |       |       |          |
| 2877 | 25-29  | 3018        |       |        |       |       |          |
| 2295 | 20-24  | 2395        |       |        |       |       |          |
| 2491 | 15-20  | 2577        |       |        |       |       |          |
| 2706 | 10-14  | 2495        |       |        |       |       |          |
| 2373 | 5-9    | 2252        |       |        |       |       |          |
| 1775 | 0-4    | 1722        |       |        |       |       |          |

Національний склад населення за даними перепису 2001 року:
| Національність | Кількість осіб | Відсоток |
| -------------- | -------------- | -------- |
| українці       | 64260          | 94,66 %  |
| росіяни        | 2350           | 3,46 %   |
| білоруси       | 139            | 0,20 %   |
| поляки         | 94             | 0,14 %   |
| молдовани      | 40             | 0,06 %   |
| інші           | 1004           | 1,48 %   |

Мовний склад населення за даними перепису 2001 року:
| Мова       | Кількість осіб | Відсоток |
| ---------- | -------------- | -------- |
| українська | 64715          | 95,33 %  |
| російська  | 2163           | 3,19 %   |
| білоруська | 70             | 0,10 %   |
| молдовська | 22             | 0,03 %   |
| польська   | 21             | 0,03 %   |
| інші       | 896            | 1,32 %   |

Населення міста за статистичними даними станом на 01.01.2003 р. становило 67,9 тис. осіб, це 4,8 % від населення області. За статтю: 52,6 % — жінки, відповідно 47,4 % — чоловіки. На 1 км² припадає 1125 осіб. Пенсіонерів — 18672 особи (27,5 % до наявного населення).
Половина трудових ресурсів міста зайнята в промисловості, а перехід до ринкової економіки викликав значну міграцію кадрів у сферу послуг, із загальної чисельності населення трудові ресурси станом на 01.01.2003 р. становили 45,0 тис. осіб, з них працевлаштоване населення у працездатному віці — 42,5 тис. осіб. Зайнято у сферах матеріального виробництва та послуг — 37,2 тис. осіб, або 80 % до загальної чисельності трудових ресурсів.
Рівень офіційного безробіття у м. Калуш за 2002 рік становив 3,6 %. Найбільше серед безробітних кваліфікованих працівників віком від 30 до 40 років. Більшість з них закінчила середню школу чи училище, має дипломи вишів. Ця потенційна кваліфікована робоча сила може зробити вагомий внесок у виробничу сферу регіону.

## Історія
Схоже, що поселення на території властивого Калуша існувало вже в часи галицької Русі, але в одиничних уцілілих писемних документах з того часу не згадується, хоча картографи й фіксують його на мапах Галицько-Волинського князівства XII—XIII століть. Важливим фактором заселення краю були поклади солей, відомі на Калущині ще в 1367 році.[оригінальне дослідження?]

### Перші згадки
Зате збереглися документи з XV сторіччя. Саме з того часу перша письмова згадка про Калуш виявлена в обляті документу з 1400 року. Це Грамота князя Свидригайла Ольгредовича, видана у перший день 1400 р. в Галичі. Тут мова йде про права надані князем Свидригайлом подільському старості Грицьку Кердеєвичу  на володіння селом Студінка. В цьому документі також згадуються інші околиці та населені пункти в тому числі і Калуш та належні йому території. Наступна згадка знаходиться в грамоті князя Федора Ольгердовича за 1422 рік. В ній згадується село Новиця та його приналежність Калуському повіту.
Чергова згадка про Калуш, яка довгий час вважалася першою, наявна в дванадцятитомнику Галицьких гродських книг (Галицьке староство було в той час під Польською короною) і датована 27 травня 1437 роком. Мова йшла про «суд у найближчий вівторок після Трійці за участю королівського чоловіка Драгуша із Калуша проти Митька із Куроша». З цього часу згадка про Калуш все частіше зустрічається в різних земських книгах. Посідачем Калуша в 1438 році був шляхтич на ім'я Мартин. В 1440 році є згадка, що король Угорщини та Польщі Владислав III Варненчик уповноважив вищого литовського князя і спадкоємця руського Миколая Параву прийняти з рук шляхтича із давнього польського роду Пйотра Одровонжа село Калуш (при цьому немає згадок, що Петро Одровонж був калуським старостою). З 1 травня 1447 року Калуш переходить у володіння Миколая Парави з Любіна.
Миколай Парава загинув разом з П. Одровонжом 6 вересня 1450 року у бою під «Красним полем». Його величезний спадок (кількадесят сіл у Львівському, Галицькому, Теребовельському повітах) отримав в «посідання» братанок Станіслав з Ходча. З 1460 року Калушем і його навколишніми земельними посілостями володіла родина Ходецьких з Ходеча давнього українського походження. Це право володіння потвердили їм свого часу польські королі. Останнім старостою з цього роду у Калуші був Отто Ходецький (1457—1534).
Протягом XIV — середини XVI століття в Калуші проживало понад 40 селянських сімей. Згідно з категоріями селяни ділилися на вільних і не вільних. Вільні — це були (як записано в актах) «королівські люди». Вони володіли окремими дворищами, земельними ділянками і могли виходити із села. До другої групи входили несвобідні, або невільні селяни. З появою панського фільварку (згадується в актах 1447 року) були закріпачені панським двором.
В 1435 році розпочалася польська колонізація і в краї повсюдно запроваджено польське право та польські суди. До кінця XV ст. скасовано рештки староукраїнського вічевого порядку. Для закріплення своїх позицій польський уряд заохочує створення римо-католицьких парафій. У Калуші це було позначено будівництвом римо-католицького костелу 1469 року, при якому від 1478-го діяли лікарня та школа.  
1490—1492 рр. — селянське повстання на Прикарпатті під проводом Мухи, у якому брали участь і калушани.  
5 квітня 1464 рік король Казимир IV Ягеллончик подарував калуському костьолу в ужиток одну вареницю солі (солеварню). У 1447 році в актах Калуш згадується разом із солеварнею «жупою». Цим роком датуються перші записи про навколишні села — Незавилів, Зараби, Братківці, Угринів, Довге. Під 1475 роком у галицьких гродських книгах серед різних сіл згадуються оселі Рожнів, Довге, Ісаків, Боднарів, Лютатичі, Тужилів і Підгірки біля Калуша.  

### Походження назви
На сьогодні існує декілька гіпотез походження назви міста Калуш.
Один із перших дослідників, галицький історик Антін Петрушевич, у своїй джерелознавчій праці виводив назву Калуша від слова "колесо". "Назва міста Калуша,— писав він ще в 1887 році,— пройшла від слова Калуш (тобто колеса Кепгасі — звідси походить слово каратники), яким витягається із соляних криниць солянку, суровицю. В старинних польських записах читається: "На Сівці тягнуть росіль ко-люшем. Сівка — потік, над яким лежить місто". Гіпотеза Антона Петрушевича надто довільна і не переконлива. Ця, так би мовити, колесова гіпотеза не може бути прийнята хоча би тому, що кератники як ремісники при солеварних банях забезпечували солеварню соровицею, яку тягли з солеварних криниць, використовуючи для цього коней.
Другий відомий знавець історії, Мирон Кордуба, у своїй відомій праці "Що кажуть нам назви осель?" виводить назву "Калуш" від слова "каль", що означає, на його думку, чорний. Це він мотивував такими словами: "Найстарший гурт з поміж цих осель творять оселі із прикметниковим закінченням на "ь", про що свідчить вже сама старинність цієї граматичної форми, тепер уже невживаної, бо її місце засіла присвійна форма на "ів". Сюди належить... Калуш — (із каль — чорний)". Така етимологія теж нас не переконує.
Пізніші дослідники топонімів, у тому числі назв населених пунктів, також висловлюють свої міркування щодо походження назви Калуш.
Так, М. Т. Янко вважає, що назва міста Калуш походить від татарcького слова "каляш", що означає "табір". Юрій Кругляк погоджується із своїм попередником і також стверджує, що назва міста Калуш "походить від татарського слова Калин, що в перекладі означає "табір", "стоянка". А далі нагадує, що дехто виводить назву Калуш з давнього "кал" у значенні "чорний", тобто має на увазі проф. М. Кордубу.
Є версія походження назви — “місто місяця”. Таке припущення висловив краєзнавець Андрій Микитин: “Що означає Калуш? З санскриту це означає “серп”. Може, там робили серпи, може, місто розташовувалось у формі серпа. Усе це варто досліджувати. Але погляньте на герб Калуша! Там – півмісяць. Точно – не калюжа і не калабаня. А тому вважаю, що Калуш означає “місто місяця”, – стверджує краєзнавець Андрій Микитин.
Проте цю гіпотезі легко спростувати, адже золотий півмісяць зображено на гербі міста “на знак перемоги короля Яна Собеського над турками”, за версією історика Андрія Гречило.
Усі наведені гіпотези дослідників малопереконливі і надто суперечливі. Більш прийнятною є думка, що назва Калуш походить від гідрографічних ознак свого місцерозташування.
Офіційна і найпопулярніша версія — “калюша”/”калюжа”. Так називали джерельце, з якого добували сіль. Це логічне пояснення, адже Калуш виріс з маленького села, яке займались солеварінням. Перша офіційна згадка про наше місто з‘явилась у 1437 році. Це письмовий матеріал Галицького земського суду. Так згадувалось таке: “суд у найближчий вівторок після Трійці з участю королівського Драгуша із Калуша, який подав позов проти Митька із Куроша”.
Назва міста Калуша наближена до подібних назв населених пунктів, які є на Поділлі під назвою Каліш. Дослідники пояснюють, що назва "Каліш" означає мешканців Каліша (або, як зафіксовано в Галицько-Волинському літописі, "Каліюш"), тобто населення болотистих низовин. Така назва трапляється не лише на Поділлі — відомо біля десятка подібних осель на території Польщі.Прихильники цієї гіпотези аргументують свої міркування тим, що назва Каліш свідчить про слов'янське походження. Вона, на їхню думку, могла піти від того, що східнослов'янські городища, гради лежали на узбережжях болотистих місцевостей, які забезпечували від нападів ворогів. Про це твердили в XV—XVI ст. такі відомі польські хроністи, як ЯнДлугош, Мартин Кромер, Мартин Бєльський, Стрийковсь-кий. Подібно деякі прикарпатські населені пункти (Заболо-тів, Заболоття, на якому локалізувалося в 60-х роках XVII ст. місто Станіславів) отримали свої назви від болотистих територій — у буквальному розумінні "поселення серед калюж".
Так могло бути і з поселенням "Калуш", тобто поселення серед калюж. У тлумачному словнику української мови записано, що калюжа — це невелике заглиблення в ґрунті з дощовою або ґрунтовою водою. В польсько-українському словнику також засвідчено калюжу як болотисту територію.

### Статус міста
Починаючи з 1538 (за іншими даними – вже з 1527) року, Калуш згадується в актових документах як місто (oppidum Kalussa). 1549 року польський король Сигізмунд II Август уповноважує коронного гетьмана, белзького воєводу, галицького старосту Миколая Сенявського офіційно надати Калушу міські права. З цього року поселення стає «вільним містом» на магдебурзькому праві із власним гербом, на якому три топки солі на червоному тлі свідчить про солеваріння як основний промисел. Калушани звільнялися від сплати податків на наступні 15 років, отримували право щоп’ятниці проводити торги, а двічі на рік – ярмарки (в день св. Прокопа Сазавського, 4 липня, і в день св. єп. Мартина Турського, 11 листопада). Також Калуш стає центром негродового Калуського староства, яке виділилось зі складу Галицького староства із групою близьких сіл. В місті був створений міський магістрат (міська рада) — була побудована ратуша, яка була спалена в роки Національно-визвольної війни (на початку XX століття була зведена нова ратуша, яку зруйнували в XXI ст.). Його очолював бургомістр, якого обирали громадяни. Новозбудованому костелові дарується перша солеварня. У 1553 році соляні промисли були передані королем шляхтичеві Сем'яковському за вірну службу короні. Однак при цьому застерігав, що в разі вигасання роду по чоловічій лінії дароване повертається до корони, тобто в королівську власність.
1550 рік.  У документах згадується панська солодовня. У броварні платили від варення пива 3 гроші. На тиждень тут роблять 2 вари. А ще роблять двірське пиво, яке йде для потреб маґістрату. Дохід, що дають ці фабрики, у порівнянні з іншими, досить високий.
За розпорядженням короля, на узгір'ї міста було збудовано замок, який від самих низин оточували вали. Будівлі, що належали замку, були сполучені підземними ходами. Калуш, як і інші міста Галичини, перетворився на фортецю для боротьби проти турецьких і татарських набігів.
Згідно з люстраціями (описами королівських маєтків) за 1565—1566 рр., місто «лежало під горами над річкою Сівкою і другою річкою Чечвою (тепер Млинівка)», у Калуші було десять соляних джерел і декілька у навколишніх селах. В описі Калуського староства за 1565 рік є запис, що «загірські селяни мали справляти гать у млині». Усі літописні згадки про річку Сівку пов'язані з видобутком солі. У старовинних польських записах ідеться: «На Сівці тягнуть росіль колюшем. Сівка — потік, над яким лежить місто». Млинівка — невелика річка у стариці Чечви, протяжністю 12 кілометрів, що виникла в середині XIX ст. внаслідок зміни місця впадіння Чечви в Лімницю з Бабина на Пійло.
Біля Калуша була солеварня, що використовувала ропу трьох криниць.
1594 рік, липень: татарський набіг на Калуш. Місто було зруйновано (спалили місто під час нападу на Галичину через прорахунки коронного командування) дощенту.
На початку XVII століття в Калуші старостує Яків Собеський — батько короля Яна III Собеського, після нього калуським старостою став Лукаш Жолкевський, а з 1635 — Томаш Замойський.
На початку XVII століття у Калуші народився український маляр і різьбяр, іконописець Павло Ґабрієлевич (Гаврилович). У 1698—1704 рр. працював під керівництвом Йова Кондзелевича над Богородчанським іконостасом. Процесійний хрест, іконостас старої церкви в Новиці належать до його робіт.
З давніх актів довідуємося про перебудову містечка на початку XVII століття. Після найбільшого розорення татарами 1617, 1620, 1621 років та великої пожежі Калуш перебудувався в нову осаду. Процес перебудови Калуша тривав від 1616 до 1630 року, тоді місто набуло нового вигляду. Середмістя з бічними кварталами і вузькими вуличками входило до фортифікованої частини. В центрі була утворена прямокутна площа, у середині якої споруджено дерев'яну ратушу, яку в середині XVII століття було замінено на кам'яну (восени 1648 р., у період Хмельниччини, дерев'яна згоріла). Ратушу зі всіх сторін оточували крамнички, де продавали свої товари ремісники. За фортифікованим середмістям були розташовані калуські передмістя — їх називали Галицьким, Львівським і Долинським. Тут були вулиці Панська, Замкова, Костельна, Галицька, Під валом (теперішня Підвальна), За валом, На греблі. Пивоварний завод містився на окрайку міста, а Загір'я було тоді приміським селом, У Калуші здавна існували солеварні. В 1565 році продукували сіль у 3-х банях із 4-ма вежами, які виорендовували тоді два місцеві міщани. Одна належала старості, а одна — костьолові. В 1569 р. у Калуші, у середмісті, стояли два будинки, в одному з яких жив місцевий війт, а в другому замешкував возний. У середині XVI століття була в Калуші «горілчана корчма». На річці Чечві діяв млин, де працювали 2 борошняних кола, а 3-тє було ступне. Церковні споруди були як в середмісті так і у передмістях. Католицький костел, споруджений зі смерекового дерева стояв при замковій стіні у місті, а головна церква св. Михаїла стояла з іншого боку замкової стіни.
Калушани доклали чимало зусиль, аби звільнитися з-під польської опіки за часів визвольної війни українського народу під проводом Богдана Хмельницького. Восени 1648 року у місті було створено українське самоврядування на чолі з бургомістром Грицем Воликовичем. Іван Коритко (Грабівський), священник із Грабівки, очолив повстанський рух у 20 селах Калуського повіту, в якому в жовтні-листопаді 1648 року брало участь до 5 тисяч люду. Звільнивши Калуське староство від польських загарбників, повстанці під керівництвом Івана Коритка успішно діяли на Долинщині, де об'єдналися з армією Семена Височана. У грудні 1648 року Старостинський лісничий Данило Маковський, використавши розгубленість повстанців, несподівано захопив Калуш, ув'язнив керівників повстання на чолі з Іваном Коритком і відновив у місті стару шляхетсько-патриціанську владу. Керівники повстання, заковані в кайдани, були кинуті в замкову в'язницю. Згодом польська влада звільнила маєток Данила Маковського від податків і надала йому ще й частину міської землі. Того ж місяця у Калуші шляхта знищила понад 200 селян, які брали участь у повстанні. Найжорстокіше шляхта розправилась з тринадцятьма очільниками повстання. Реєстр підданих староства, складений Данилом Маковським, свідчить, що «на палі вбито» полковника Івана Грабівського, бургомістра нового українського уряду Гриця Воликовича, райцю Івана Овсяникова, Федора Кравця, Юрка Кобеліка, «четвертовано» Процка. Піп Костик, Лесь Орищак, Федько Швець, Матвій Швець, міщанин Малецький «на тортурах загинули», міщанина Петра Козака — «розстріляно». 1649 рік — Люблінський ґенеральний трибунал засудив учасників повстанського руху в Калуському старостві до страти «через стинання мечем». Вироки виконувалися в 1650 році.
Червень 1649 року — в Калуші почав старостувати шляхтич Ян Собіпан Замойський, який у 1655 році повністю оволодів правами на калуське староство і назвав себе «власним паном на Калуші». Після нього Калуське староство отримує Ян Собеський. В 1703 калуське староство переходить до Стефана Потоцького, а пізніше — до Станіслава-Ернеста Денгоффа.
16 жовтня 1672 року війська Яна Собеського, у складі яких були і калушани, розгромили великий загін татар під командою хана Селім Ґірея. Визволено з полону велику кількість людей (серед них понад 1000 дітей). Король Собеський побудував для них у місті сирітський будинок.
1675 року під Калушем були розбиті татарські орди вдруге — польськими військами під проводом київського воєводи Андрія Потоцького, засновника міста Станіславова.
1731 рік — у місті збудовано дерев'яну церкву Рождества Пречистої Діви Марії (пізніше перебудовану).
1765 рік — у містечку було 64 великі й 194 малі християнські будинки (ті, що належали полякам та українцям). Єврейських — 62 великі, 73 маленькі. На цей час у місті є 2 костьоли і З церкви.
У 1767 році Калуш спіткала велика пожежа, яка виникла стихійно. У 1770 році епідемія холери знелюднила місто. У навколишніх селах збереглися братські могили тих, хто помер під час епідемії. У Калуші та на його передмістях тоді загинула від «мору» майже половина калушан.
У 1771 році калуські солевари мали 12 криниць. Тут працювало 33 ремісники (серед них було 5 бондарів). Біля солеварні стояла кузня, у якій виплавляли залізо і виробляли черуни для солеварень. Згодом австрійський уряд увів державну монополію на сіль і заборонив приватно використовувати надра землі.

### Церква Різдва Христового
Одна з найдавніших церков міста — церква Різдва Христового, своїми початками сягала XV ст. Навколо неї в середньовіччі гуртувалися українські міщани-ремісники, купці, простий люд із передмістя Калуша. На початку XVII ст. вони організували церковне братство. Матірна церква Різдва Христового стояла з другої сторони замку в самому місті на давно посвяченому ґрунті. При ній була дзвіниця з чотирма дзвонами. Біля церкви був огороджений дерев'яним плотом стародавній цвинтар. У 18 столітті у храмі були зі стародруків церковні книги: друковане Євангеліє і виданий у друкарні Львівського Ставропігійського братства служебник. Тут були ще два требники, один з яких був виданий в Унівській друкарні. Крім цих видань, у церкві зберігались інші стародруки: дві тріоді, трифолій, октоїх, часослов, три богослужебники. Тут були високохудожні образи, перенесені зі старої церкви. Ймовірно, у церкві Різдва Христового під дзвіницею знаходилася осібна каплиця Благовіщення Пречистої Діви Марії. Кивот у храмі був «столярної роботи», непомальований. На престолі стояв дерев'яний хрест. По боках від нього знаходилися дерев'яні або цинкові ліхтарики. По всіх селах Калуського деканату їх було два або й один, а в храмі Різдва Христового таких ліхтариків 9, причому дев'ятий — потрійний. Також зберігалося дві кадильниці, одна з них зі срібними ланцюжками. На іконах вірні вішали різні дари. У церкві на намісних іконах на початку 1740-го року було 6 срібних коронок, 6 таких же табличок, 4 шнурки дрібних кораликів та 4 «jedwabniczki». У храмі зберігалося 6 фелонів, 2 хоругви, гарно обгорнене Євангеліє. 
До сьогодні з цієї церкви до нас дійшов вівтар, який зберігається у храмі Святого Архангела Михаїла м. Калуша. Короткий його опис: він виготовлений у XVIII ст. у стилі західного бароко. На вівтарі знаходяться образи пізнього періоду «Різдво Христове» та «Жертвоприношення Авраама». Проте в них відчуваються деякі риси ранньої ікони. Увінчують вівтар різьблені скульптури Бога — Творця Всесвіту, Св. Кирила і Методія та ангела. Історія храму закінчується наприкінці 18 століття. Напевне, це пов'язано з будовою храму Святого Архистратига Михаїла 1771 року.

### Калуський замок
Мало хто сьогодні з калушан знає, що в місті існував середньовічний замок, який в актах називали старостинським, хоч тут у 1549—1778 рр. було управління Калуського негродового староства. Від дерев'яних чи кам'яних замкових споруд не збереглося жодного сліду. На початку австрійського панування калуський замок був знесений. Наприкінці XVIII — на початку XIX ст. каміння частково використав міський магістрат, а частково — міщани для своїх потреб. На жаль, тогочасні архітектори, художники, австрійські правителі не залишили нам будь-яких планів, схем, малюнків замку.
Каміль Баранські висловив припущення, що в Калуші оборонний замок існував уже в XIII столітті, коли тут з'явилися як фахівці гірники — угорці. Від того часу, вважає він, передмістя називалося Банею, а місто отримало в своєму гербі угорський хрест над топкою солі. Однак угорці були кочівниками і в самій Угорщині в той час не було таких промислів і таких фахівців, а вигадки про угорців використовувалося поляками задля замовчування справжньої — української історії.
Уперше натрапляємо на достовірний опис Калуського замку в королівській люстрації 1661 року. В ній записано, що в замку є в'їзд до міста, де замкова брама, у якій розміщена кімнатка, що становить собою їдальню з буфетною коморою. Далі розміщувалися 8 покоїв з кімнатами. Є велика чавунна гармата, 2 залізні гармати, 10 гаківниць. У виході із замку до волоського саду також було розміщено кілька кімнаток. 1 серпня 1636 року в Калуському замку побувала королева Марісенька Собеська і канцлер Андрій Залуський, які брали участь у комісарському суді над невірними євреями. Люстрація 1771 року — міський замок зі східної сторони обгороджений валом, на якому є паркан. На західній — паркан знаходиться на мурованих фундаментах, з півдня, від цвинтаря, замок був обгороджений хворостом, з півночі — парканом із дашком. В'їзна брама до міста мурована. У ній є будинок для охорони. На горі замку — резиденція з ґанком довкола неї. Всі замкові будівлі були пов'язані між собою підземними ходами, залишки яких існували ще до початку XX століття. На тому місці, де за Австрії та Польщі була пошта, стояв колись королівський мисливський дворик.

### У складі імперії Габсбурґів

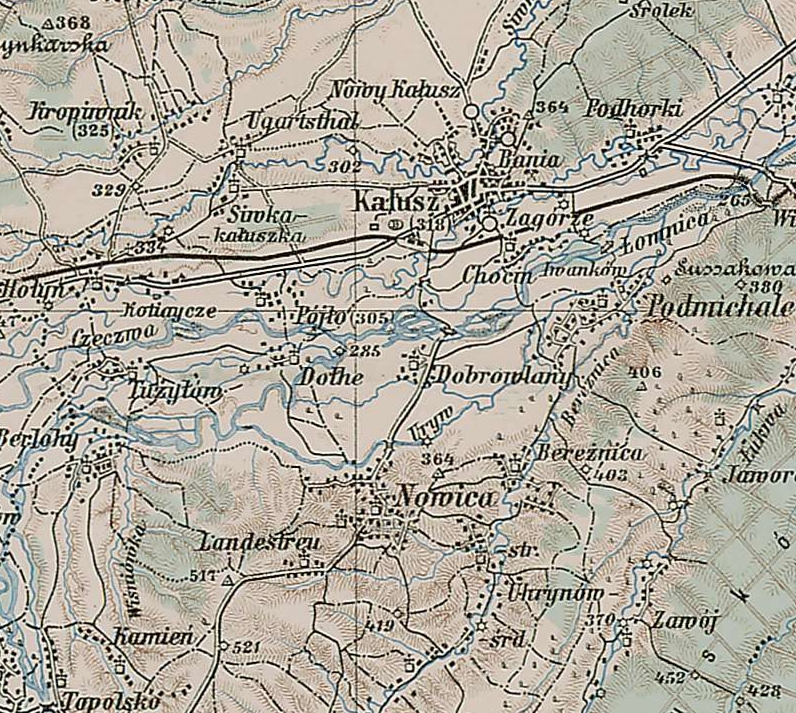
Калуш та околиці 1889 рік

Під час першого розподілу Польщі в 1772 році Калуш, як і вся Галичина з частиною Волині, потрапляє під владу Австро-Угорщини. Населений пункт належав до провінційних міст. Він підлягав розпорядженням в адміністративних і фінансових справах Стрийському округові.
25 вересня 1772 року калуському міському поспільству, яке зібралося біля костелу св. Валентина, було зачитано універсал імператриці Марії Терези про приєднання краю до Австро-Угорської імперії.
У зв'язку з бездоріжжям Австрія проклала через Калуш державний Карпатський гостинець. Проходив він зі Словаччини через Яблунівський перевал і далі через Живєц, Новий Санч, Ясло, Самбір, Стрий, Долину, Калуш, Станіславів, Коломию до Чернівців. Тими дорогами незабаром почала курсувати «пошта», а потім — і диліжанси; так звані швидкі або звичайні, за допомогою яких подорожували протягом досить довгого часу.
Ремісники, спеціалісти з найрізноманітніших галузей промислового виробництва розгортають тут виготовлення солі, селітри, поташу тощо.
За Польщі (до 1772 року) в Калуші старостували Август Олександр Чарторийський та Адам Казимир Чарторийський. Після них Калуш перейшов у володіння коронного князя Станіслава Любомирського, який одразу ж заборонив приватні солеварні (в 1782 році Любомирський офіційно отримав від «скарбу Австрії» Калуське староство). В 1783 Калуська приватна солеварня припинила своє існування, натомість працювала державна.
У 1784 році біля Калуша засновано німецьке поселення (колонію) Новий Калуш (у 1881 році тут проживало уже 577 жителів).

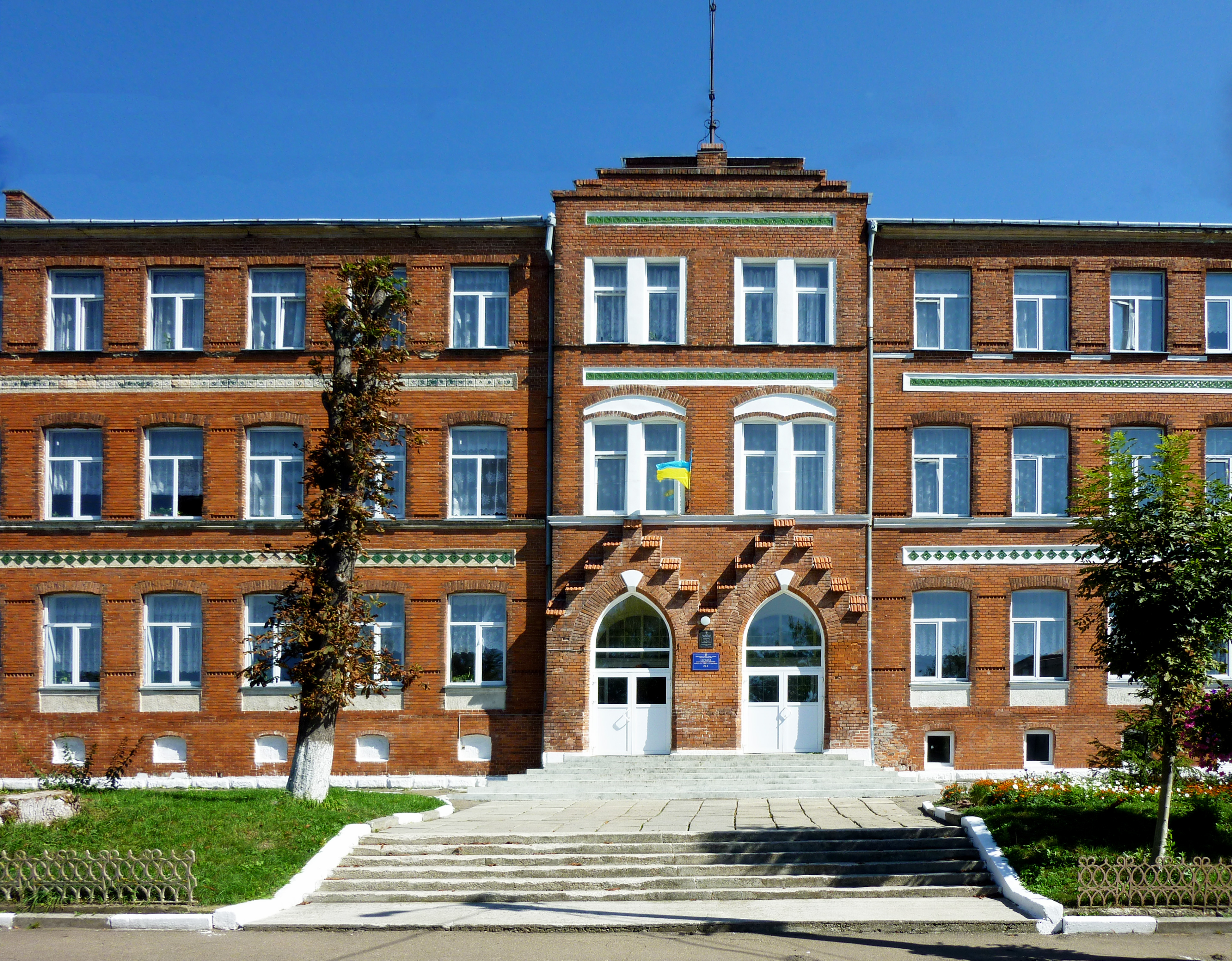
Калуський ліцей №1 1883 рік

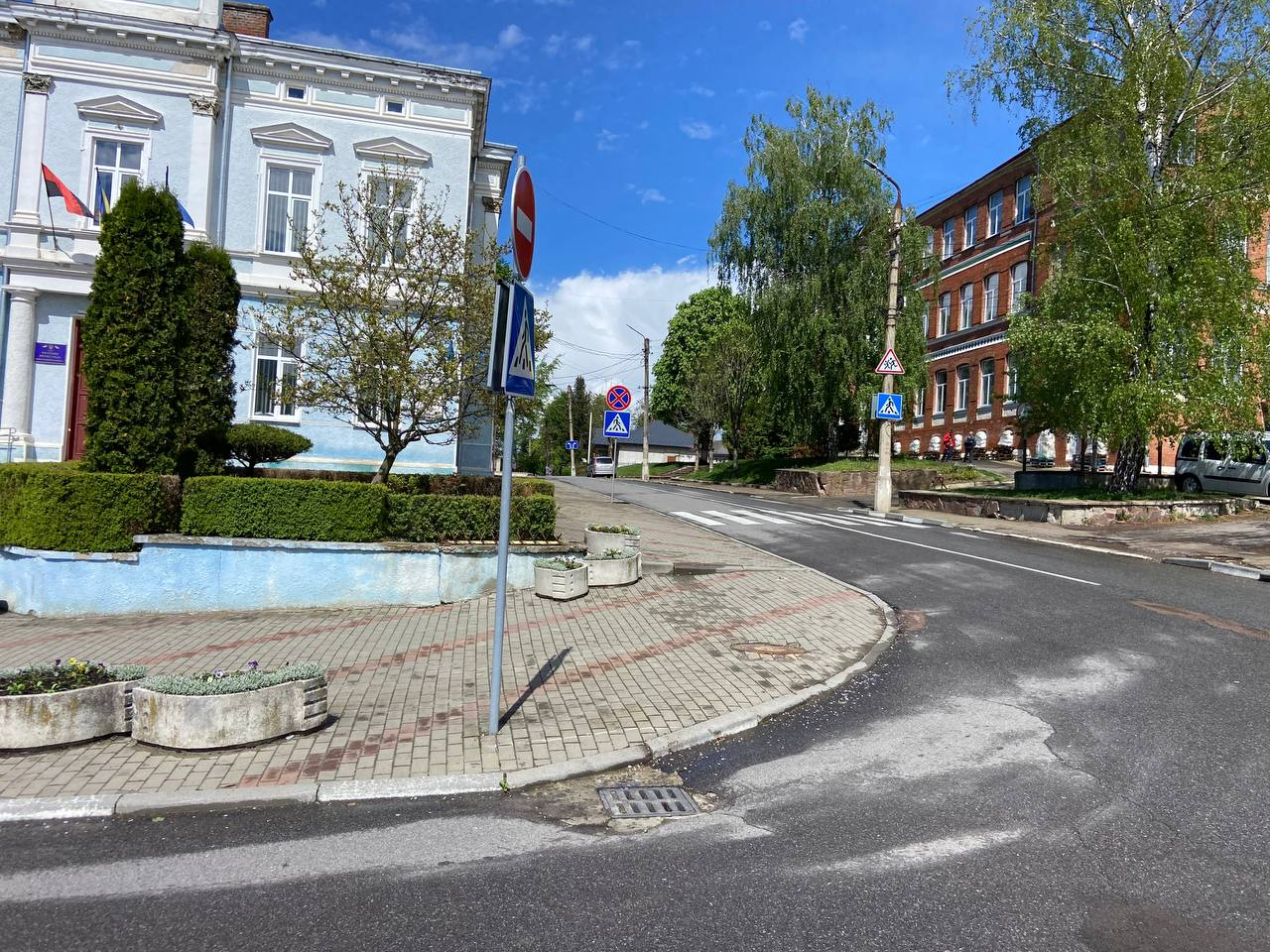
Калуський ліцей №1 (справа) та Міська Рада (зліва)

Відомо, що з 1786 року в місті починає діяти місцева школа з викладанням в ній німецькою мовою, в 1811 році було відкрито двокласову (тобто навчання велося у двох кімнатах-класах двома вчителями) народну школу, у якій навчалося 50 учнів. 1832 року в Калуші, крім народної тривіальної школи, заснованої державою, існувала парафіяльна школа при церкві Св. Михаїла (яка записана в джерелах ще 1782 року). Вже в 1847 році в Калуші працювала чотирикласова хлоп'яча й однокласова дівоча школи.
1790 році закладено міський цвинтар, а у 1792 у місті збудовано дерев'яну церкву Святого Андрея, що знаходилася на Загір'ї.
У травні 1804 року під час поглиблення шахти біля Калуша були знайдені так звані «гіркі» солі — каїніт та сильвініт. Мінялися господарчі структури, і в 1867 році було засноване акціонерне товариство для розробки калійних родовищ. Тоді за два роки у Калуші збудували фабрику, що переробляла калійні руди.

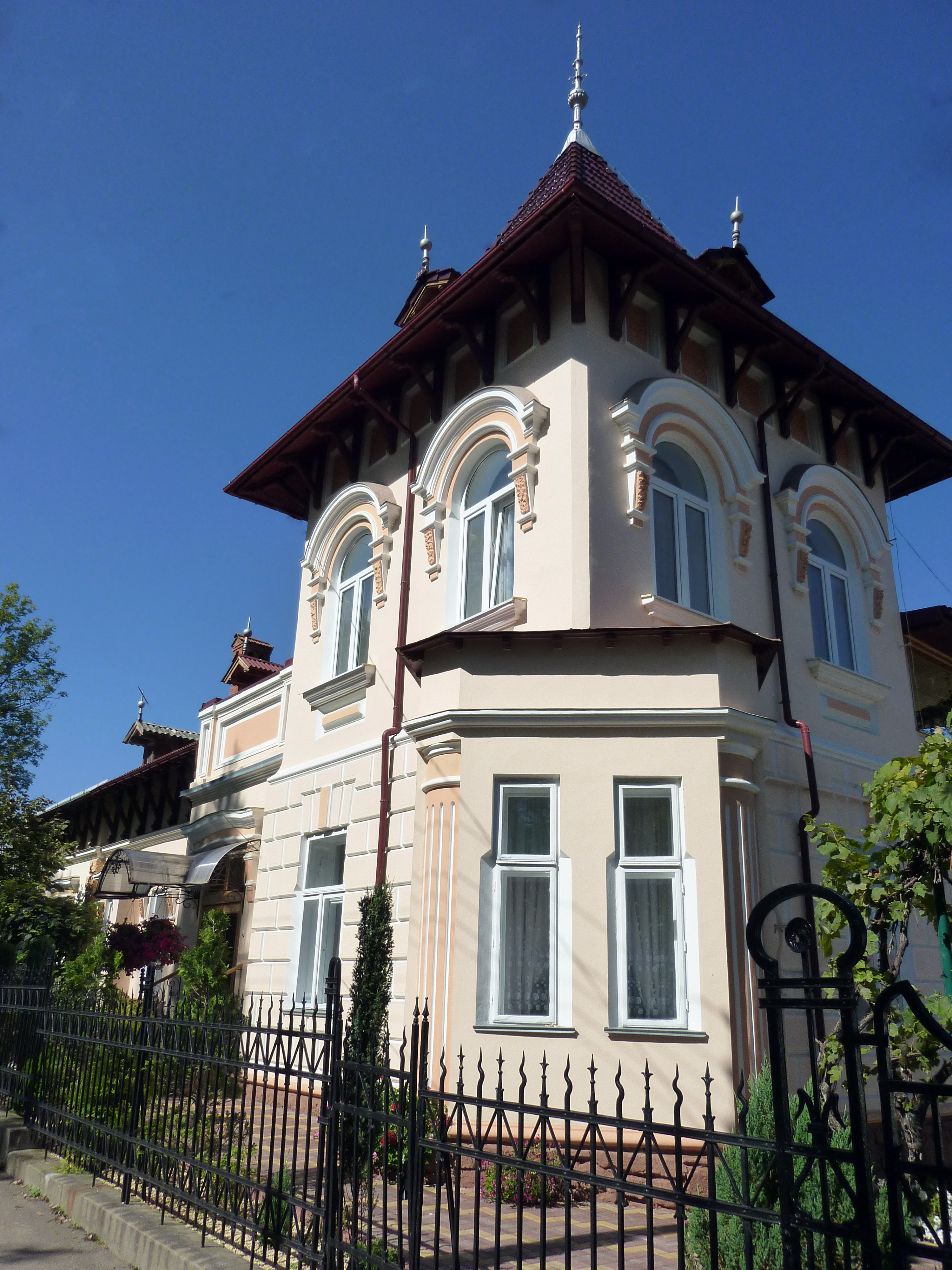
Будинок братів Фельчинських

На початку XIX ст., у 1808 році, калушани, брати Фельчинські, започаткували в Калуші фабрику, що відливала знамениті дзвони. Вона містилася спершу на вулиці короля Яна Собеського (сьогодні це район магістрату і загальноосвітньої школи І—ІІІ ступенів № 1). Дзвони Фельчиських здобували Гранпрі на світових виставках у бельгійському Льєжі (1927) і Парижі (1928). А 12 «вістунів» під назвою «Гармонія» були відлиті для одного з кафедральних соборів США.
З 1811 року Калуш входив до Станіславівського державного управління, яке охоплювало нинішню територію Івано-Франківської і Тернопільської областей. У 1855 році в ході адміністративної реформи утворено Калуський повіт (бецірк). У 1867 році чергова реформа змінила конфігурацію повіту, до якого відтоді належало 90 сіл, до повіту входили Калуський і Войнилівський судові райони.
1 січня 1875 року введена в дію Залізниця Ерцгерцога Альбрехта і відкрита станція Калуш.
У Калуші 1876 року засновано Народний банк.
Після скасування в Галичині панщини у 1848 році впроваджують демократичні інститути, дозволяють навчати дітей рідною мовою, відкривають читальні. У 1884 році у Калуші побував Іван Франко, який виступав тут в Народному домі на літературно-мистецькому святі з лекцією про Самійла Кішку (тепер у Калуші знаходиться музей-оселя родини Івана Франка). На межі XIX-ХХ століть у Калуші постає філія «Просвіти».
Великою популярністю в місті користувався організований в 1890 році хор і оркестр читальні «Рання зоря». В ньому співали і грали на духових інструментах 21 особа. У 1893 році з Лімниці через Хотінь і Загір'я прокладений міський водогін довжиною 2,5 км. У 1909 році в Калуші було відкрито кінотеатр.
Відкритий у 1910 році при бурінні природний газ використовувався для освітлення міста у вуличних ліхтарях, а з 1933 року — і для опалення. У 1912—1913 роках у районі міста Калуша закладали нафтову свердловину, але замість нафти були відкриті поклади горючого газу. Його довго не використовували, потім застосували для опалення калійного рудника, котельних установок Борислава і Дрогобича. Були зроблені спроби використати газ і для опалення приміщень.
У 1912 році в Калуші для того, щоб полегшити видобуток калійних солей, була збудована перша електростанція. Згодом вироблена нею електроенергія почала використовуватися і для потреб міста, на потреби якого працювали також електростанції: міська, броварні Мюльштейна і Шпінделя, тартака Зарванецера, млина Піхля і тартака Гольдера.

### Перша світова війна
На початку Першої світової війни, з приходом російських військ, Калуш зазнав багато лиха. При відступі в 1915 р. росіяни демонтували і вивезли все обладнання підприємств. Уже на початку війни в Калуші було знищено 1414 будинків і 976 окремих господарств — 75 відсотків міського житла.
Під час відступу російської армії з Галичини влітку 1917 року її частини розгромили місто; при цьому були грабунки, насильство, убивства, підпали — здебільшого єврейського населення міста внаслідок його переважання, але не оминали і християн — пограбували та побили парафіян і священика о. Володимира Петрушевича, який помер від отриманих побоїв, розграбували церкву.
У 1917 році в Калуші був створений повітовий Народний Комітет, очолений адвокатом Миколою Желехівським. До комітету входили найбільш активні українські патріоти, серед них був і суддя Юліан Білинський.

### У складі Західноукраїнської Народної Республіки

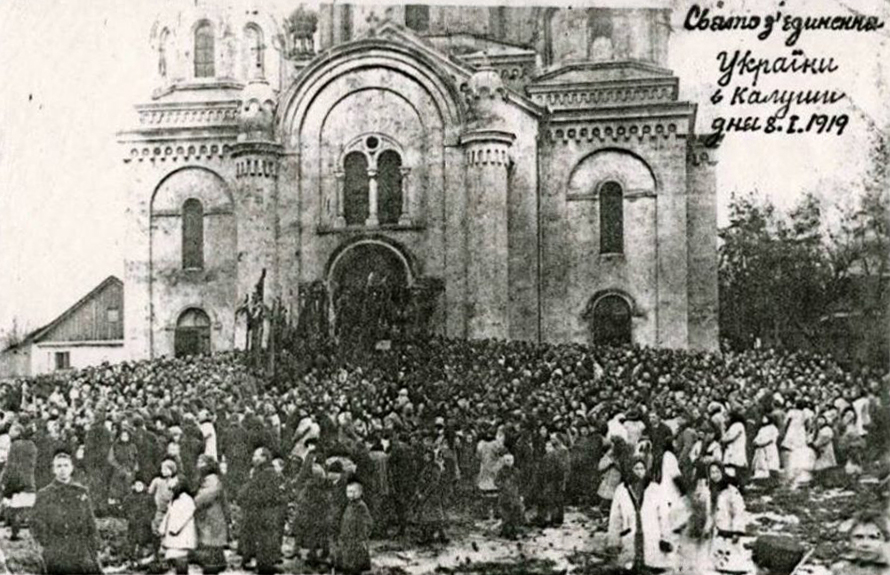
Свято з'єднання ЗУНР і УНР у Калуші 8 січня 1919 р.

У 1918 році, після Листопадового Чину, коли постала Західно-Українська Народна Республіка, калушани роблять спробу визволитися з-під польської опіки. Вони майже безболісно взяли владу у свої руки. 2 листопада в місті та повіті Калуш було встановлено владу Української держави — ЗУНР. Вагому роль у встановленні влади української держави на Калущині відіграв батько Степана Бандери — настоятель отець Андрій Бандера, делеґат до Української Національної Ради ЗУНР від повіту Калуш.. У місті було створено державно-повітове управління секретаріату ЗУНР, почала виходити газета «Голос Калущини», було організовано українську гімназію. Калушани в лавах УГА обороняли ЗУНР від польської агресії. Посадником міста (мером) обрано Михайла Дідошака замість поляка Вурста.

### Польська окупація (1919)
У 1919 році Калуш разом з усією Галичиною був окупований Польщею, залишився центром Калуського повіту. Поляків у місті було небагато, судячи з облікованої переписом 1921 року кількості римокатоликів у містах повіту загалом (Калуш і Войнилів) 1311 осіб, більшість з яких становили латинники. Політиці полонізації калушани протиставили гуртування довкола товариства «Рідна школа». У 1938 році в місті діяли два дитячі садки (один з них знаходився на вулиці Святої Анни — нині проспект Лесі Українки) та бібліотека.
Станом на 1 січня 1939 року в місті з 13 тисяч населення було 4350 українців, 3900 поляків, 4300 євреїв і 450 німців та інших національностей.

### Радянський період

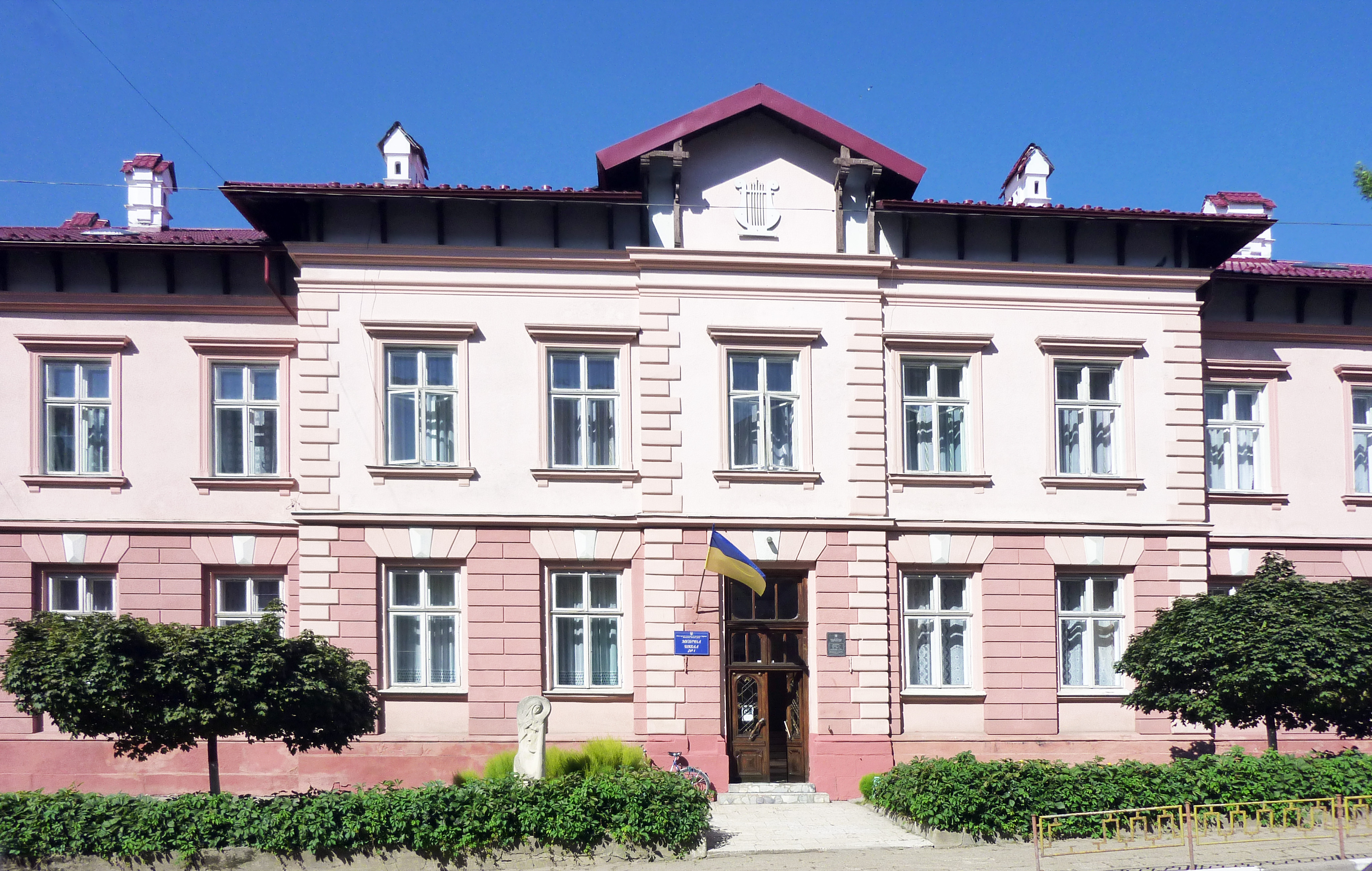
Музична школа (кінець XIX століття)

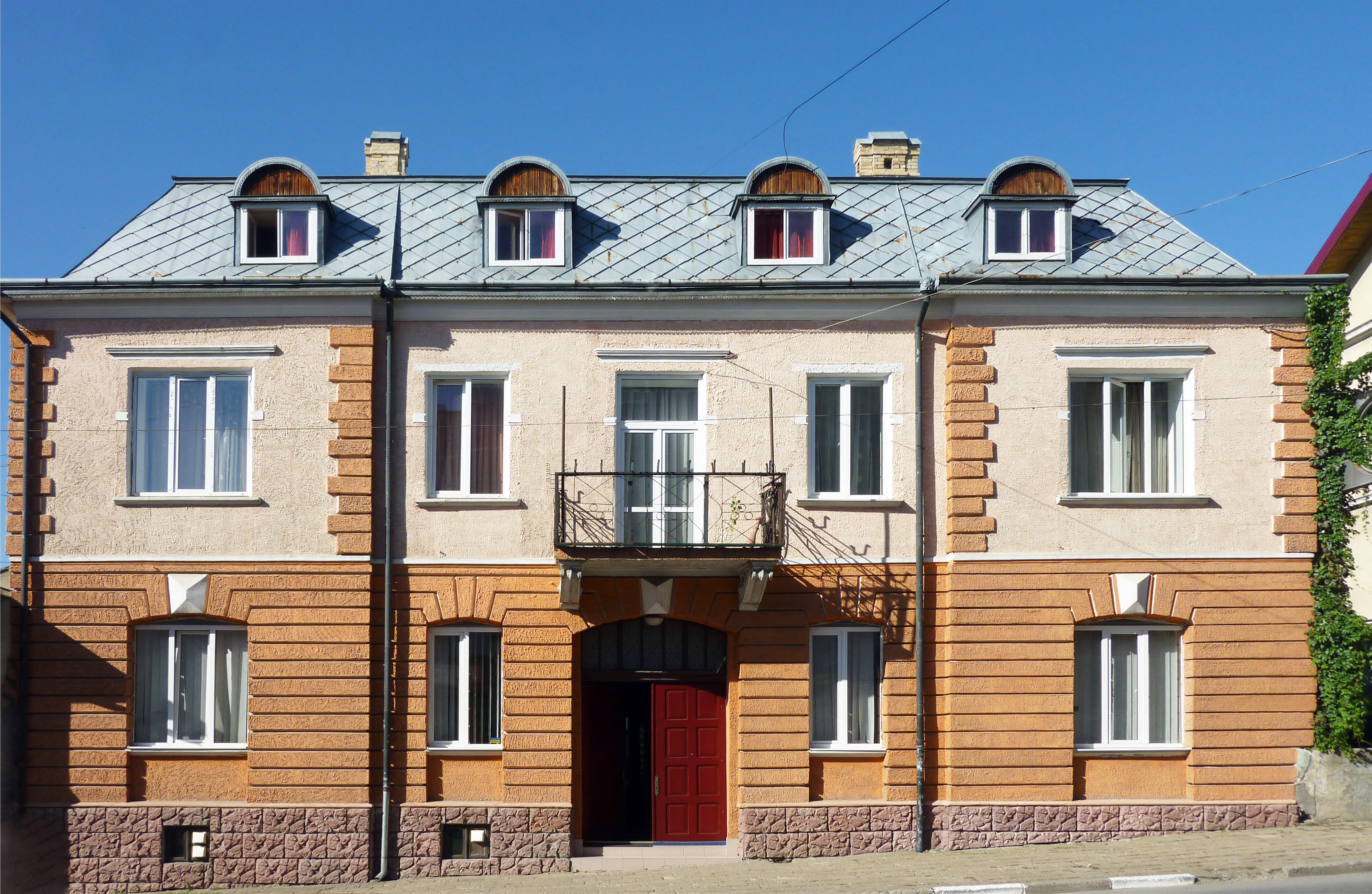
Будинок лікаря Івана Куровця (кінець XIX століття)

19 вересня 1939 року в місті була встановлена радянська влада. Осередком її утвердження стало приміщення, збудоване наприкінці XIX століття, де до 1939 року був розміщений повітовий суд, далі — радянський суд. З 1946 до 1950 роки тут був розміщений гарнізон МДБ, а приміщення використовувалося як тюрма НКВС. Коли в місті постав хіміко-технологічний технікум, це приміщення було передано навчальному закладу. Від початку 1970-х років будова належить музичній школі.
23 червня 1941 року Калуш бомбардували німецькі літаки.
26 червня 1941 року НКВС провів масове винищення ув'язнених калушан. Районний відділ НКВС у Калуші очолював тов. Попов.
30 червня 1941 року півдесятка калуських підпільників ОУН на світанку стрільнули з наявної пари пістолетів у повітря, внаслідок чого енкаведисти негайно втекли з міста. 1 липня 1941 року калушани проголошують Акт відновлення Української Держави. 2 липня у Калуш увійшли угорські частини, які згодом передали владу німецьким окупантам. Калуш став адміністративним центром Крайсгауптманшафту Калуш (поділявся на округи-бецірки Долина і Калуш) дистрикту Галичина. За наказом керівника калуського гестапо німцями в місті було розстріляно близько 7 тисяч євреїв. Чимало калушан вивезено на каторжні роботи до Німеччини. На центральній площі міста 4 листопада 1943 року гестапівці розстріляли підпільників ОУН — учнів торговельної школи (на даному місці стоїть пам'ятник, площа названа на їхню пам'ять площею Героїв).

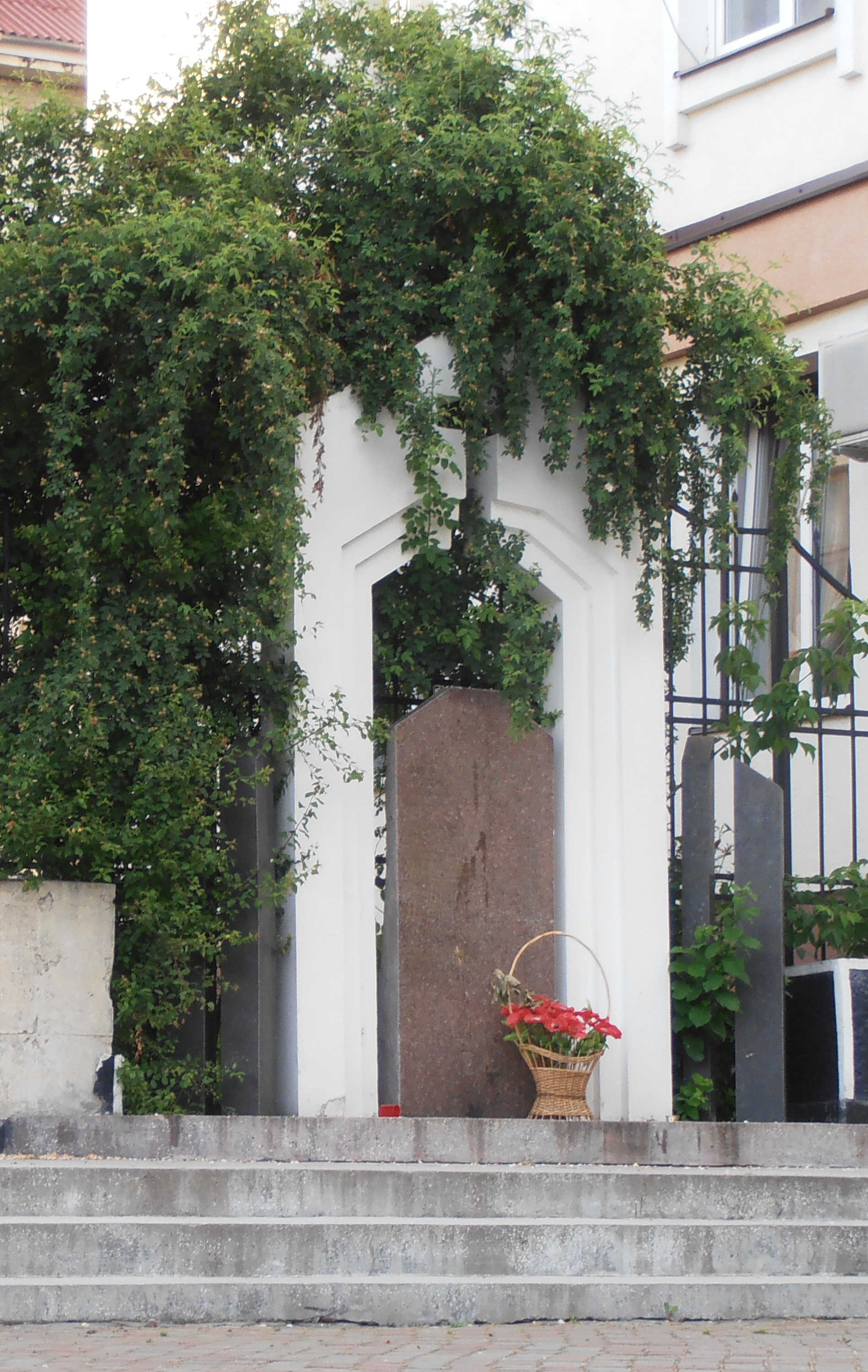
Пам'ятник розстріляним підпільникам ОУН

У відповідь на злочини завойовників Чорний ліс, що неподалік Калуша, стає партизанським краєм. Героїчний спротив підпілля проти окупантів тривав тут аж до середини 1950-х років
30 липня 1944 року Калуш був окупований радянськими військами і встановлений радянський режим.
У 1948 році забрали майно в калуських господарів-землеробів і організували з них колгосп імені Жданова (забрали майно і в тих, хто відмовився вступати в колгосп, але їх з родинами виселили в Сибір). 10 вересня 1949 року рішенням Калуського райвиконкому № 294 утворено ще один колгосп — імені Хрущова, куди загнали 76 селянських господарств, але вже 24.07.1950 рішенням райвиконкому № 279 його об'єднали з колгоспом імені Жданова. У 1963 році прийнято рішення про розбудову хімічного виробництва і колгосп приєднано до хотінського колгоспу «Росія».
Радянській владі вдалося докорінно змінити індустріальне обличчя Калуша у 1960-ті роки. Будувались хімічні заводи, житлові будинки, зводились новобудови соціальної сфери. В 1972 році у склад міста включені села Хотінь і Підгірки, а місто набуло обласного підпорядкування. Проте нищилося довкілля, лютував войовничий атеїзм, руйнувались церкви і монастирі, насильно зросійщувалось місцеве населення. Керівниками призначались росіяни або ж хруні, які віддали дітей у російську школу. Перший секретар райкому КПРС Посторонко привселюдно наказував: «Єслі на сабраніі єсть хатя би адін рускій — сабраніє далжно вєстісь па рускі!». Новозбудовану школу № 2 в центрі міста віддали під російську, але не могли набрати й одного класу учнів. І щоб заманити, зробили цю школу єдиною в місті з поглибленим вивченням англійської мови. В ім'я порятунку нації та на знак протесту проти наруги над Україною калушанин Олекса Гірник 21 січня 1978 року на вершині Чернечої гори в Каневі біля самої могили Т. Г. Шевченка спалив себе. КДБ зробило все, щоб приховати цю подію. І лише на початку 1990-х років про його вчинок дізналась уся держава. І перші ж вибори (1990) райком КПРС програв Руху з рахунком 2:98 (співвідношення депутатів міськради). У перші ж місяці почалися демократичні перетворення: знесено бетонний монумент Леніна, перейменовано вулиці, усунено зі шкіл, установ і підприємств комуністичний диктат, введено розподіл товарів за картками споживача, заснована газета і телебачення міської та районної рад…
Чимало калушан — митців, науковців, літераторів — склали велику культурну спадщину Калуша, України, Польщі. Відомі митці: письменники Антін Могильницький, Олесь Бабій, Михайло Козоріс, Григорій Цеглинський, Богдан Рубчак, Юрій Іздрик, художники Григорій Смольський, довоєнний емігрант з Києва Павло Ковжун, актор та співак Іван Рубчак.
В Калуші є декілька цікавих старих кладовищ, серед яких єврейське.

### У Незалежній Україні
За незалежності збудований храм Усіх Святих Української Православної Церкви Київського патріархату, відреставровані римо-католицький костел Святого Валентина і греко-католицька церква Святого Архангела Михайла.
Калушани подарували Сімферополю погруддя Тараса Шевченка і встановили 21 серпня 1997 року перший пам'ятник Кобзареві на кримській землі. Також пам'ятник Шевченку подарували місту Новогродівка Донецької області на честь 10-ліття незалежності України.
Патріотичну й активну громадянську позицію калушани підтвердили під час Помаранчевої революції, Євромайдану та у війні на Донбасі.

## Промисловість
Сучасний Калуш завдячує розвитком своїм предкам, які започаткували видобуток солі, пивоваріння, лиття дзвонів і вже на той час створили місту славу передового промислового центру. Сьогодні — це великий промисловий і культурний центр заходу України. Тут виробляються третина всієї промислової продукції області і близько 1 % промислової продукції України. Ряд унікальних видів продукції (калійні мінеральні добрива, металевий магній, поліетилен, тафтингові покриття та інші) виробляється в Україні тільки у місті Калуш.
- Карпатнафтохім
- Калуський трубний завод
- Калуський завод будівельних машин

## Транспорт

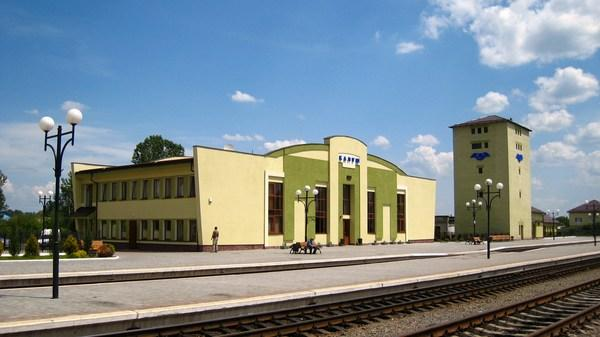
Калуський залізничний вокзал

Пряме приміське залізничне сполучення Калуш має з Івано-Франківськом та Стриєм (Львівський напрямок). З 15 серпня 2022 року призначено регіональний поїзд № 807/808, який сполучає Калуш зі Львовом та Коломиєю. Крім цього, щоденно через станцію Калуш прямує фірмовий пасажирський поїзд № 43/44 «Стефанія Експрес» сполученням Київ — Івано-Франківськ.
Приміські й міжміські пасажирські перевезення переважно здійснюються автобусами та «маршрутками», що виконують регулярні автобусні рейси до Львова, Києва, Одеси, Варшави, Брно (Чехія) тощо. Також працюють внутрішньоміські автобусні маршрути.

## Сучасний Калуш
Сформований на базі колишнього села Калуш з наданням 1549 року міського статусу та подальшим вливанням 1 січня 1925 року довколишніх сіл — землеробського Загір'я і солевидобувного Баня та німецької колонії Новий Калуш (заснована 1784 року для видобутку кухонної солі та калійних солей, територія якої стала місцем забудови висотних кварталів за радянських часів). Промисловість міста розвинулася на базі австрійського виробництва і була сконцентрована на хіміко-металургійному комбінаті, заснованому у 1968 році, який складався із 12 заводів. Сфокусована на виробництві калійних добрив, магнію та глибокій переробці вуглеводної сировини. Радянська система господарювання приводила до частих аварій з людськими жертвами. Згодом виробництво було розширене та реорганізоване в хімічний концерн «Хлорвініл». В 1990-х роках його було перейменовано в концерн «Оріана», який проіснував до початку XXI ст., коли через економічні проблеми був змушений створити СП з «Лукойлом», утворивши ЗАТ «Лукор».
30 червня 2012 року у місті був відкритий пам'ятник генерал-хорунжому УПА Роману Шухевичу в день 105-ї річниці з дня його народження (бронзова скульптура на високому постаменті); скульптор — Ігор Семак.

### Зона надзвичайної екологічної ситуації

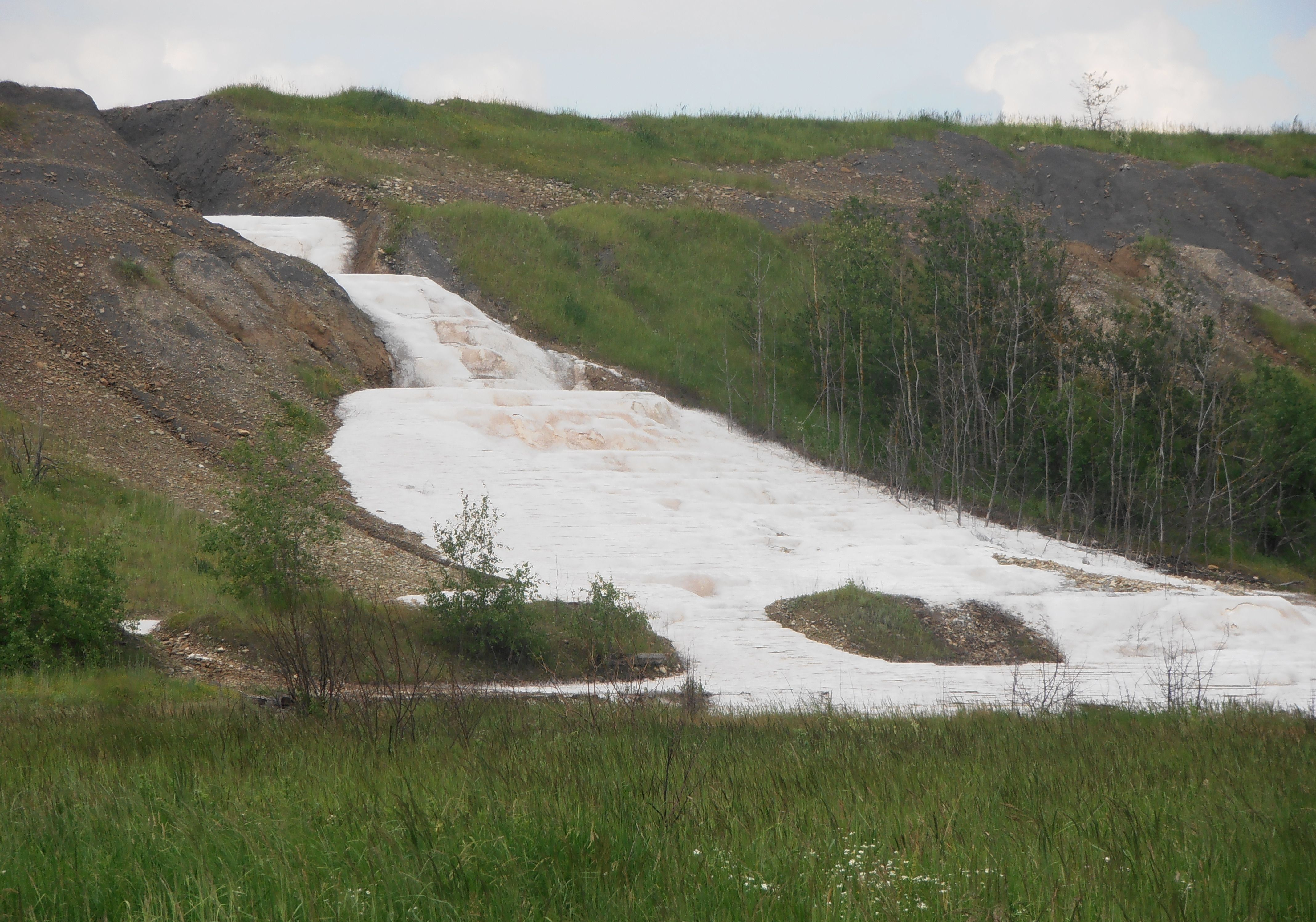
Прорив хвостосховища

Внаслідок прийнятих свого часу неправильних рішень щодо розробки родовища, розташування й експлуатації хвостосховищ, відвалів, акумуляційних місткостей та способу ліквідації шахтних порожнин, що утворилися в результаті господарської діяльності хімічних підприємств у Калуському районі, було порушено екологічну рівновагу в товщі гірських порід Калуш-Голинського родовища калійних солей. Це спричинило численні провали земної поверхні над площею шахтних полів у Калуші, руйнування будинків і комунікацій, засолення водоносних горизонтів у місті, селах Кропивник і Сівка-Калуська.
У лютому 2010 року екологічній ситуації у місті було присвячено засідання РНБОУ, за підсумками якого були прийняті указ президента і закон на його підтвердження.. Указом і законом передбачено, що Кабінет міністрів України має терміново забезпечити у зоні надзвичайної екологічної ситуації добровільне відселення людей з територій просідання земної поверхні, утворення провальних вирв, карстів, зсувів ґрунтів, з обов'язковим забезпеченням їх жилими приміщеннями для тимчасового, а надалі постійного проживання; здійснення запобіжних заходів щодо недопущення забруднення джерел питного водопостачання; здійснення технічних заходів з укріплення, гідроізоляції, зменшення динаміки приросту розсолів у Домбровському кар'єрі калійних руд. Крім того, уряд має здійснити укріплення дамби хвостосховища № 2 Калуш-Голинського родовища калійних солей; дослідження полігону захоронення токсичних відходів, розробку та здійснення комплексу заходів щодо локалізації джерела забруднення токсичними відходами навколишнього середовища та щодо ліквідації наслідків такого забруднення. Кабмін також має виділити у тижневий строк додаткові кошти місцевим бюджетам Калуша і Калуського району, інші матеріальні ресурси для нормалізації екологічного стану в зоні надзвичайної екологічної ситуації; установити суворий контроль за цільовим використанням фінансових та матеріальних ресурсів, які виділяються для виконання робіт щодо нормалізації умов у зоні надзвичайної екологічної ситуації тощо.

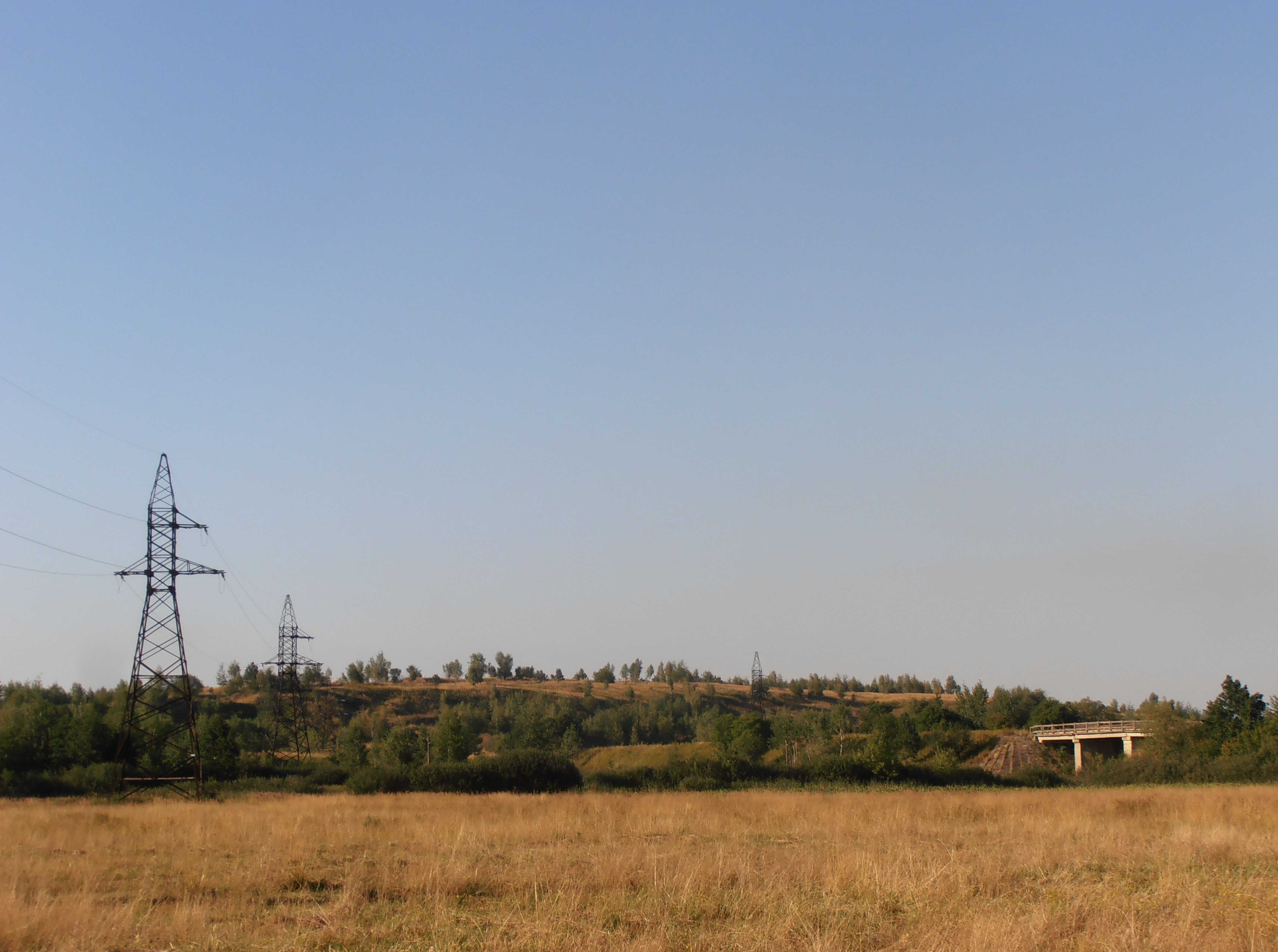
Кар'єр біля автошляху Н 10

У вересні 2012 року парламентський адвокат у Молдові Аурелія Григоріу заявив, що ситуація, що склалася на Домбровському кар'єрі в Калуші Івано-Франківської області, де необмежено набираються засолені води, утворився відстійник для небезпечних токсичних речовин та існує неукріплена дамба, можуть спричинити екологічну катастрофу, внаслідок якої до Дністра потраплять близько 2 млн м³ отрутохімікатів, а Молдова (особливо м. Кишинів) та частина Одеської області можуть залишитись без питної води.

## Освіта та культура
1907 року збудовано Калуський районний будинок культури, що є сучасним культурним осередком міста та пам'яткою архітектури 1880 року.
Калуський політехнічний коледж (до 2008 року — Калуський хіміко-технологічний технікум) забезпечує підготовку спеціалістів хімічного профілю для потреб заводів міста. Окрім того, у Калуші є декілька філіалів вищих навчальних закладів інших міст. Середню освіту забезпечують 11 шкіл та гімназія. Функціонують дві музичні школи. Калуський коледж культури і мистецтв та Вище професійне училище № 7 також готують спеціалістів за багатьма напрямками. Нині у Калуші функціонує Льодовий палац імені Степана Бандери, у якому відбуваються турніри з хокею, де виступає калуська команда. Також його можуть відвідувати всі охочі.

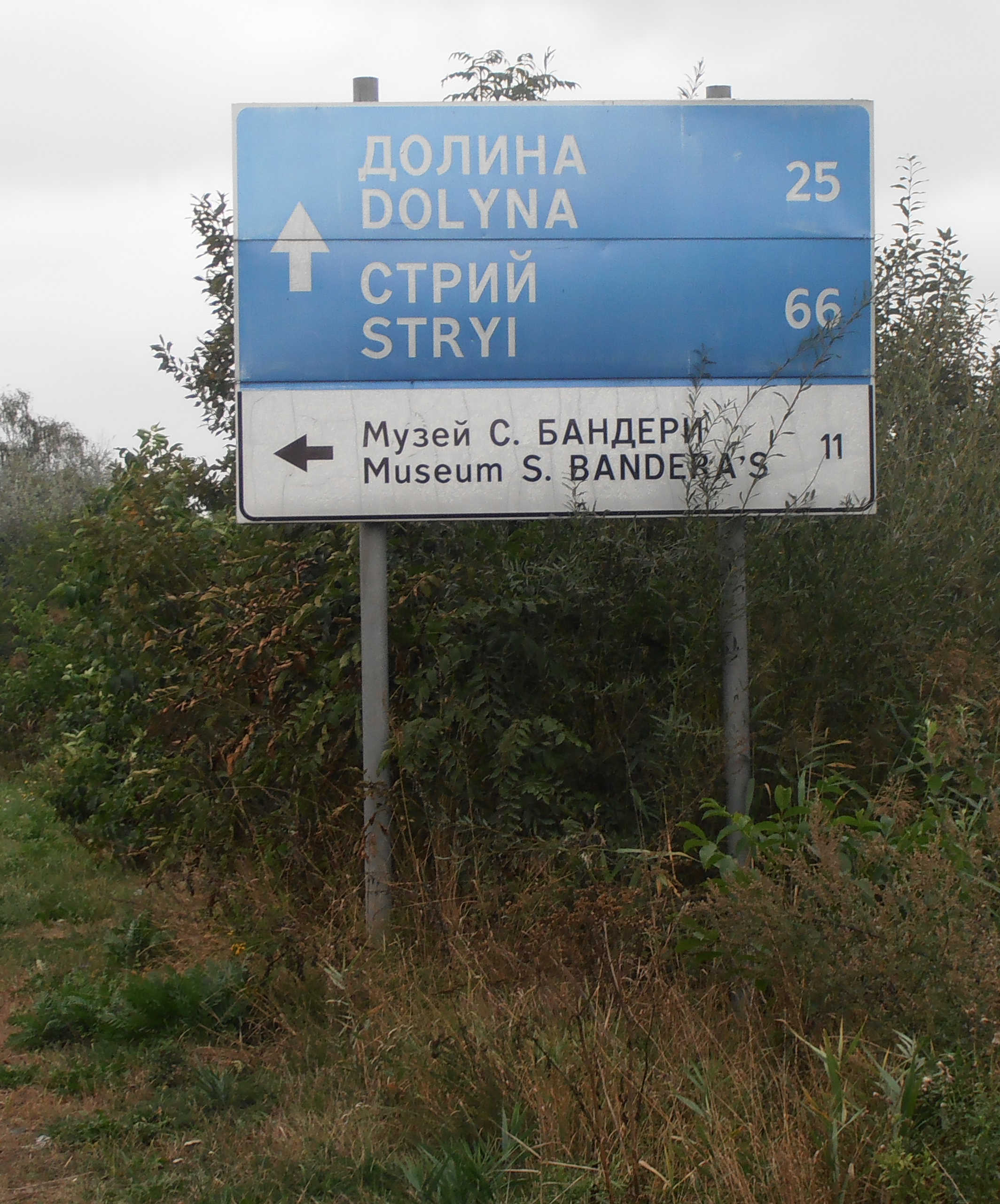
Придорожній вказівник

Серед навчальних закладів Калуша варто також відзначити Філію Тернопільського національного економічного університету та Філію Прикарпатського національного університету ім. Василя Стефаника.
В місті діє Молодіжний театр «ЛюбАрт», створений у 1998 році Любов'ю Липовською і групою акторів-аматорів. Народний аматорський театр створено для молоді, а тому в ньому всі ролі виконують юні актори. Театр створено за тісної співпраці з місцевим товариством Союзу українок
В місті діє громадська організація «Світ альтернативної культури», що спрямовує свої зусилля на розвиток творчості серед молоді.
З 2012 року реорганізовано музейні та виставкові заклади у єдину юридичну особу комунальний заклад «Музейно-виставковий центр Калуської міської ради».

## Спорт
У місті є аматорський хокейний клуб Олімпія. Футбольна команда ФК «Нафтохімік» грає в жіночій лізі, була чемпіоном України. На всеукраїнському рівні у Другій лізі України (група А) під егідою ПФЛ, місто представляє футбольний клуб ФК «Калуш», що проводить домашні матчі на стадіоні «Хімік». На професіональному рівні виступає Калуська флорбольна команда «Freedom».

## Засоби масової інформації

### FM-радіостанції
- Радіо «Шанс»
- Радіо «Дзвони»[54].

### Телеканали
- Калуське міське телебачення [55]
- Районне телерадіооб'єднання «Незалежність»[56]
- ТРК «РАІ» [57]

### Друковані ЗМІ
- «Вікна»
- «Дзвони Підгір'я»
- «Вітрина Калуша»
- «Західний вісник»[58]
- «Вісті Калущини»[59]
- «Калуський Нафтохімік»
- «Зоря Прикарпаття»
- «Калуш ПРО»

## Особистості
- Бабій Олесь Йосипович
- Бака Володимир Петрович
- Бандера Степан Андрійович — український політичний діяч, ідеолог українського націоналістичного руху XX століття, голова Проводу ОУН-Б. Герой України, посмертно (2010)
- Барнич Сергій Михайлович (1974—2021) — старший сержант Збройних сил України, учасник російсько-української війни
- Бачинський Андрій Михайлович — український письменник
- Бачинський Лев Васильович
- Бушуєв Костянтин Володимирович (нар. 1977) — український полісмен
- Василів Володимир Васильович
- Гарасимів Юрій Антонович — старшина УСС, УГА та дивізії СС «Галичина», ветеранський і громадський діяч у діаспорі.
- Гірник Олекса Миколайович
- Губчак Михайло Ігнатович
- Даниляк Федір
- Дмитрів Ігор Федорович — Герой України, захисник Майдану
- Долинка Ярослав — «Морозенко» (1922-28.02.1946) — командир сотні «Вітрогони»[60];
- Микола Федюшка (Євшан)
- Замойський Томаш
- Зеленко Володимир Вікторович (1991—2023) — старший солдат Збройних сил України, учасник російсько-української війни.
- Кінаш Зіновій Іванович (1971—2022) — головний сержант Збройних сил України, учасник російсько-української війни
- Кірілов Юрій Олексійович (нар. 1961) — заслужений тренер України, заслужений працівник фізичної культури й спорту України (2019)[61][62]
- Ковжун Павло Максимович;
- Іван-Теодозій Куровець
- Михайло Козоріс
- Максимів Володимир Вікторович (нар. 1989) — старший солдат Збройних сил України, учасник російсько-української війни
- Антін Могильницький

- Богдан Рубчак
- Іван Рубчак
- Семак Ігор Миколайович
- Смольський Григорій Степанович
- Собеський Яків
- Василь Федоришин
- Тимків Богдан Володимирович;
- Фіцалович Христина Павлівна;
- Чорторийський Август Олександр
- Григорій Цеглинський
- Юрій Іздрик
- Ліщинський Павло
- Францішек Смолька
- Михайло Наконечний[63]
- Кізілов В'ячеслав Анатолійович
- Хіврич Сергій Олександрович (1971—2015) — старший сержант Збройних сил України, учасник російсько-української війни;
- Макс Лінкольн Шустер[en] — американський видавець книг, співзасновник видавництва Simon & Schuster.
- Ажнов Віталій Сергійович — український актор театру і кіно
- Олег Псюк — фронтмен і засновник гурту «Kalush», який став переможцем Євробачення-2022
- Мердух Роман Васильович (1994—2022) — солдат Збройних сил України, учасник російсько-української війни (загинув під час російського вторгнення в Україну у 2022 році
- Урсулович Петро Володимирович (1979—2022) — старший солдат Збройних сил України, учасник російсько-української війни.

### Калуські старости
- Самуїл Понятовський — староста у 1648 р.[64]

## Пам'ятки архітектури

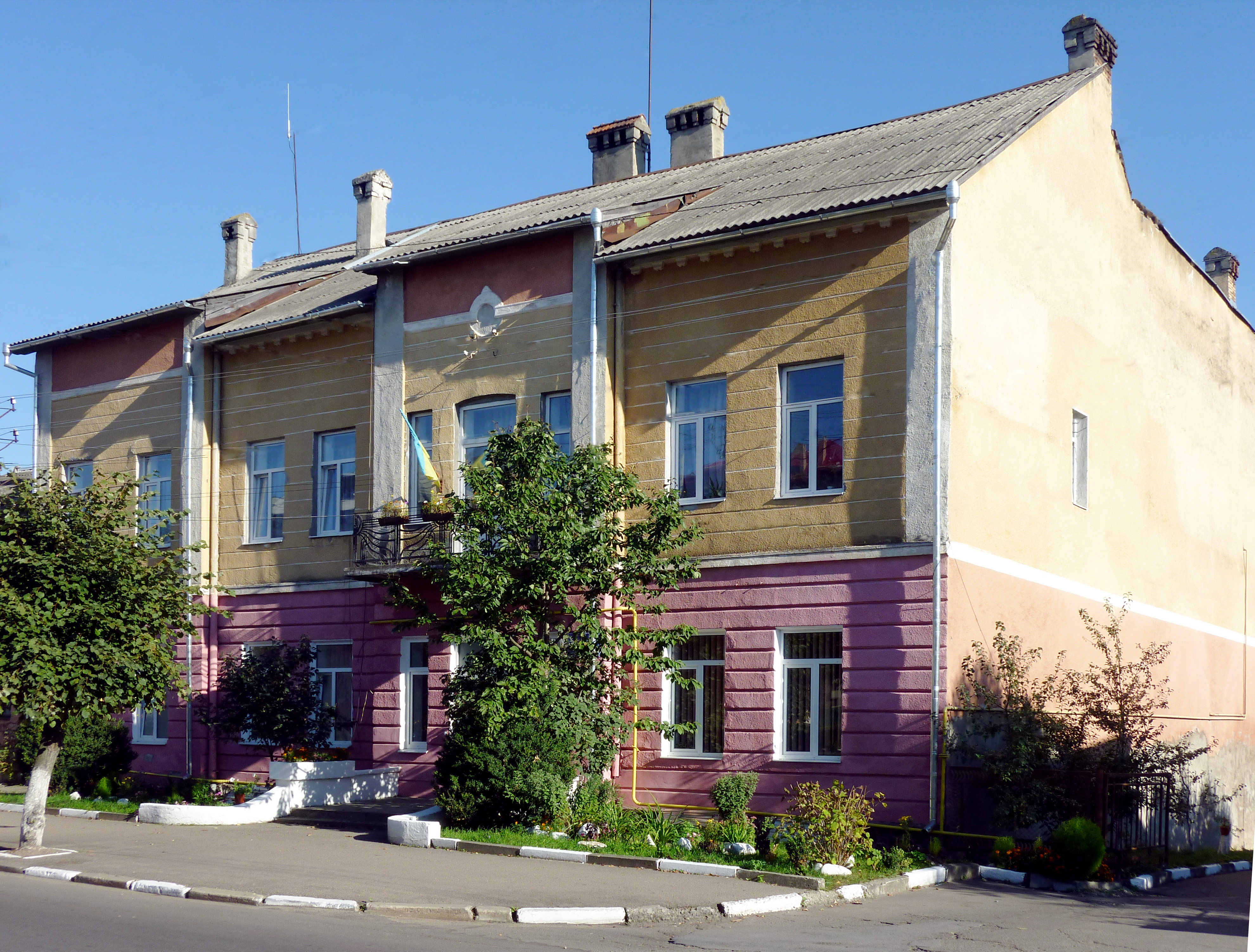
Комплекс споруд лікарні кінець XIX століття

Загалом в м. Калуш та його околицях налічується 45 пам'яток архітектури місцевого значення. До найголовніших історико-архітектурних пам'яток міста належать:
- Костел Святого Валентина (1844) — збудований в неоготичному стилі костел є справжньою візитівкою міста.
- Церква Святого Архистратига Михаїла (1910—1913)
- Народний дім (1907) — збудований у стилі модерну з великою кількістю елементів класицизму.
- Житловий будинок на Майдані  Героїв, 22 (XVII—XVIII століть) — є одним із найстаріших в місті.
- Будинок товариства Сокіл (концертний зал калуського коледжу культури і мистецтв) — (середина XIX століття)
- Церква Святого Андрея (1792)
- Калуська ЗОШ № 1 (початок XIX століття)
- Колишній дім єврейської громади[65] — зараз історико-краєзнавчий музей Калущини (1930) — збудований у стилі конструктивізму з елементами модерну.

## Міста-побратими

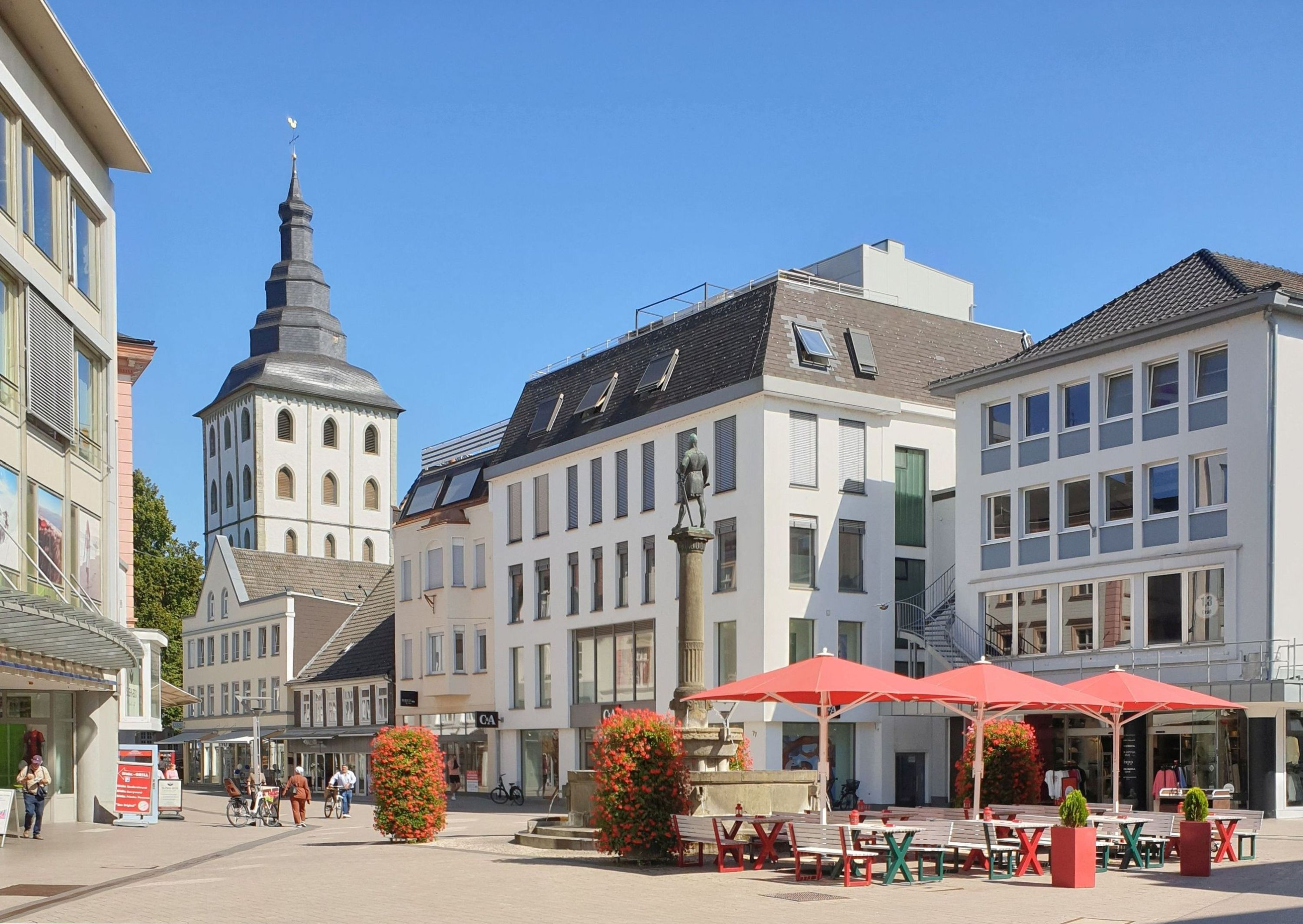
Ліппштадт — місто-побратим з Німеччини

З часу становлення України, як незалежної держави, місто Калуш уклало відповідні угоди  про встановлення дружніх стосунків з рядом європейських та українських міст, зокрема:
- Бачка Паланка, Сербія
- Беч, Польща
- Векше, Швеція
- Візеу, Португалія
- Горлиці, Польща
- Ідальго-дель-Парраль, Мексика[68]
- Кендзежин-Козьле, Польща

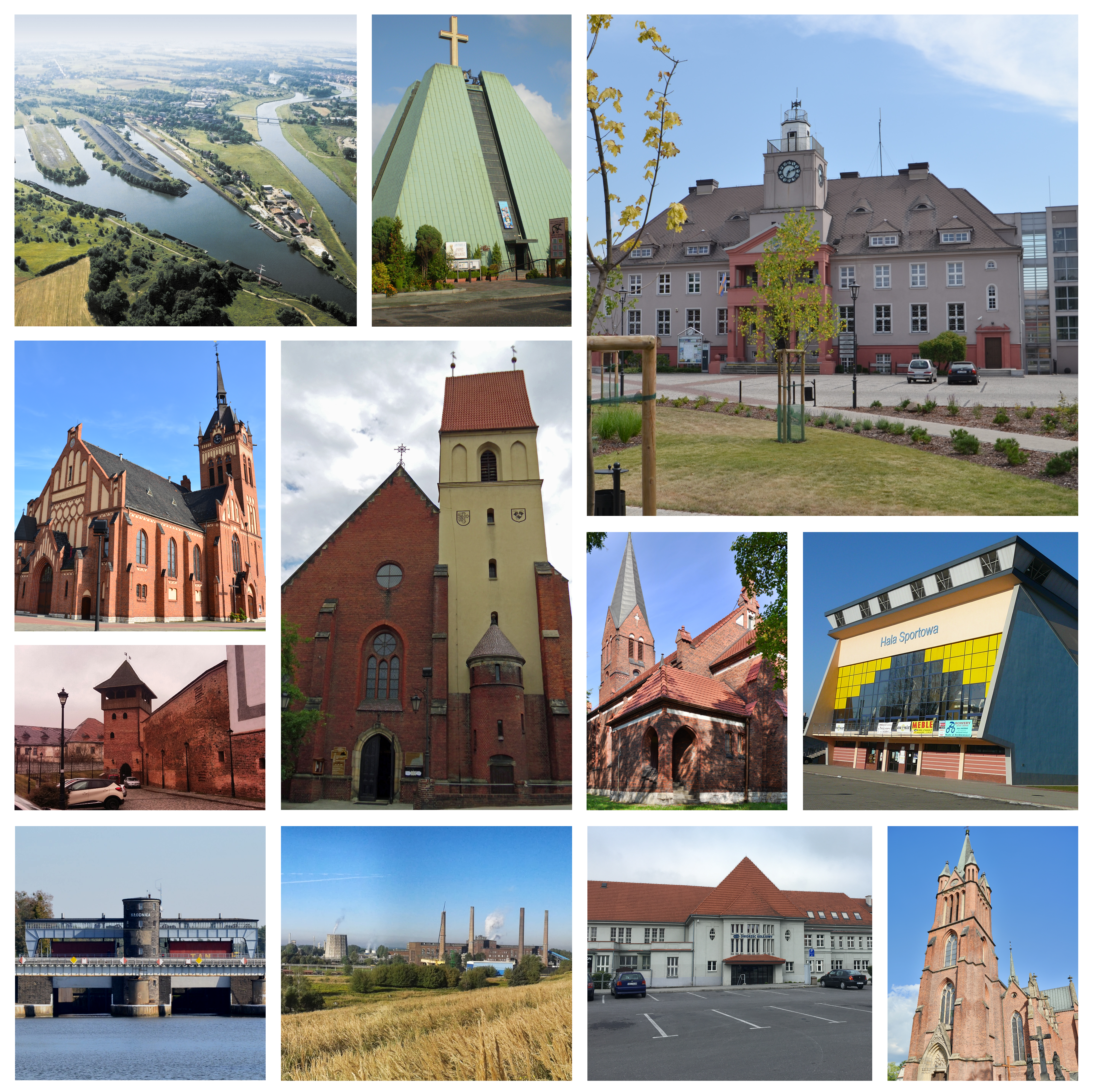
Кендзежин-Козьле - місто-побратим з Польщі

- Лар, НімеччинаКендзежин-Козьле - місто-побратим з Польщі
- Ліппштадт, Німеччина
- Літл-Рок, США
- Лог'я, Фінляндія
- Мерельбеке, Бельгія[69]
- Сейнь, Румунія
- Запоріжжя, Україна
- Звягель, Україна[70]
- Мена, Україна
- Миргород, Україна
- село Могилів, Україна
- Нікополь, Україна[71]
- Новогродівка, Україна
- Полтава, Україна[72]
- село Сад, Україна
- Яворницьке, Україна

## Світлини

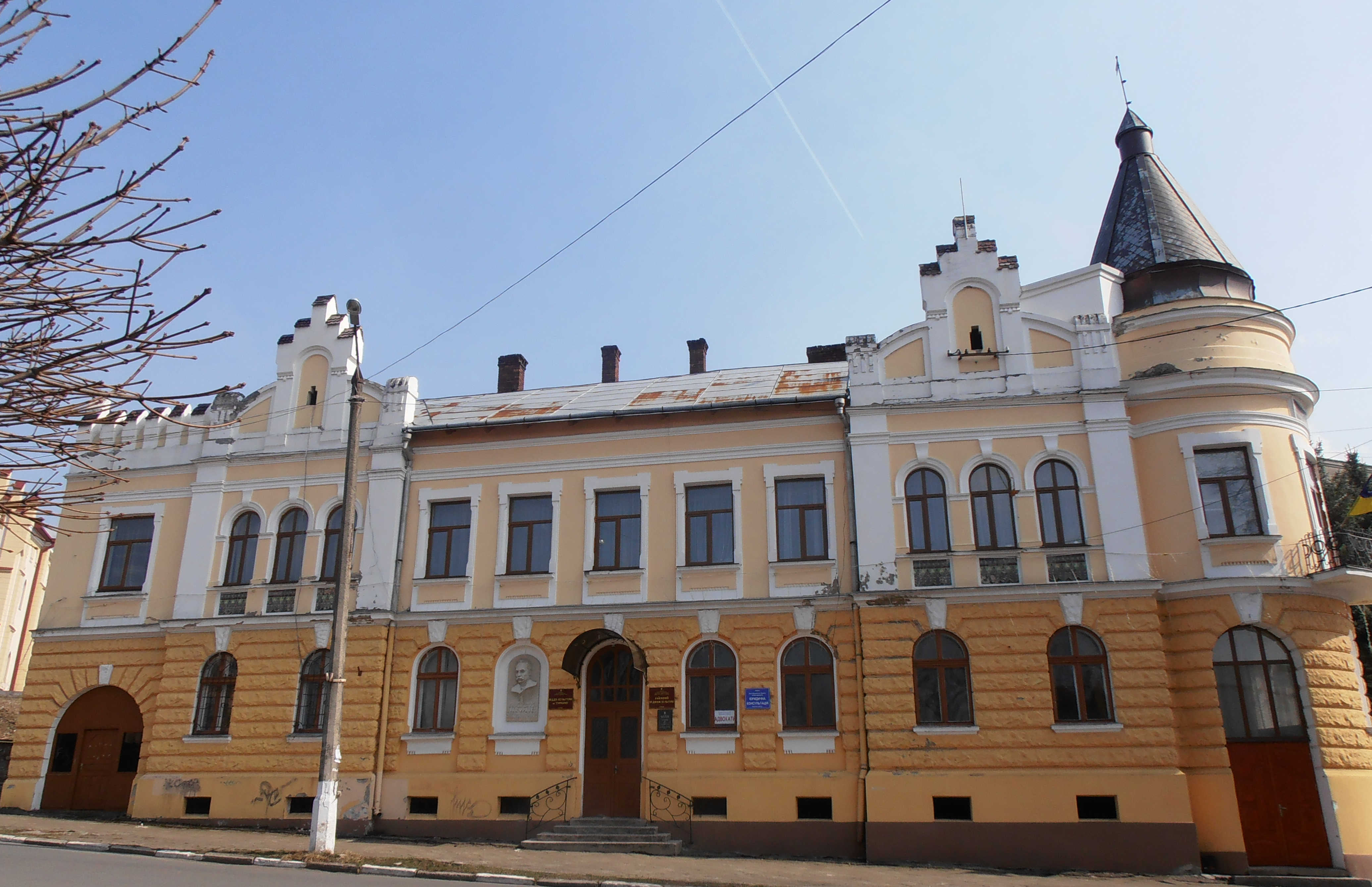
Народний дім-районний будинок культури (пам'ятка архітектури, 1880)
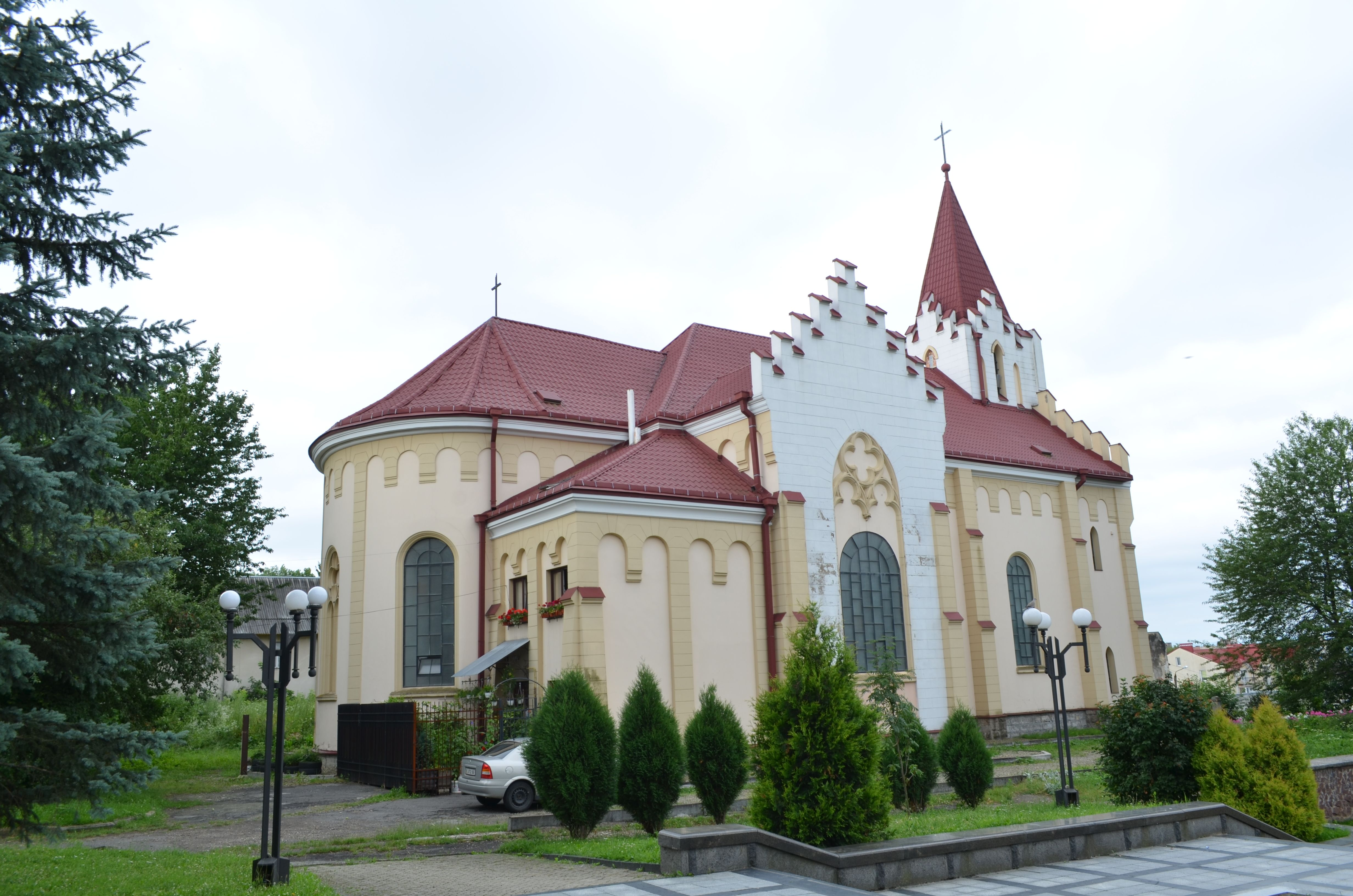
Костел Святого Валентина (1844)
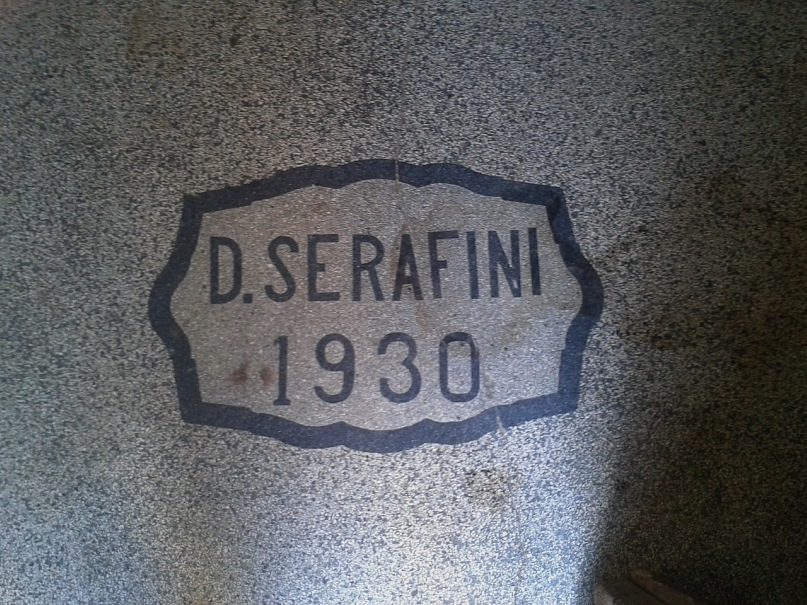
Під"їзд будинку на площі Героїв (1930)
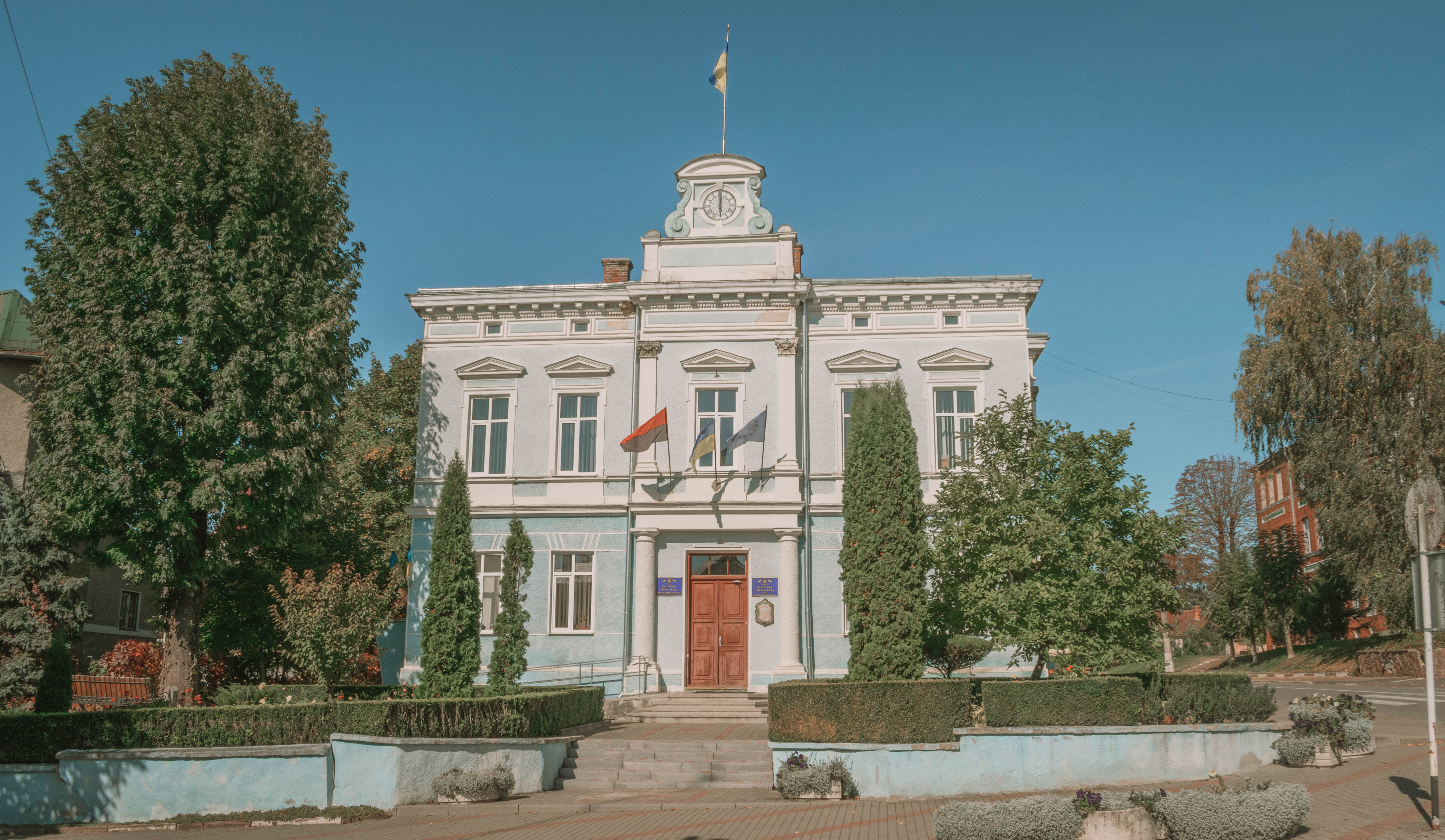
Калуська міська рада
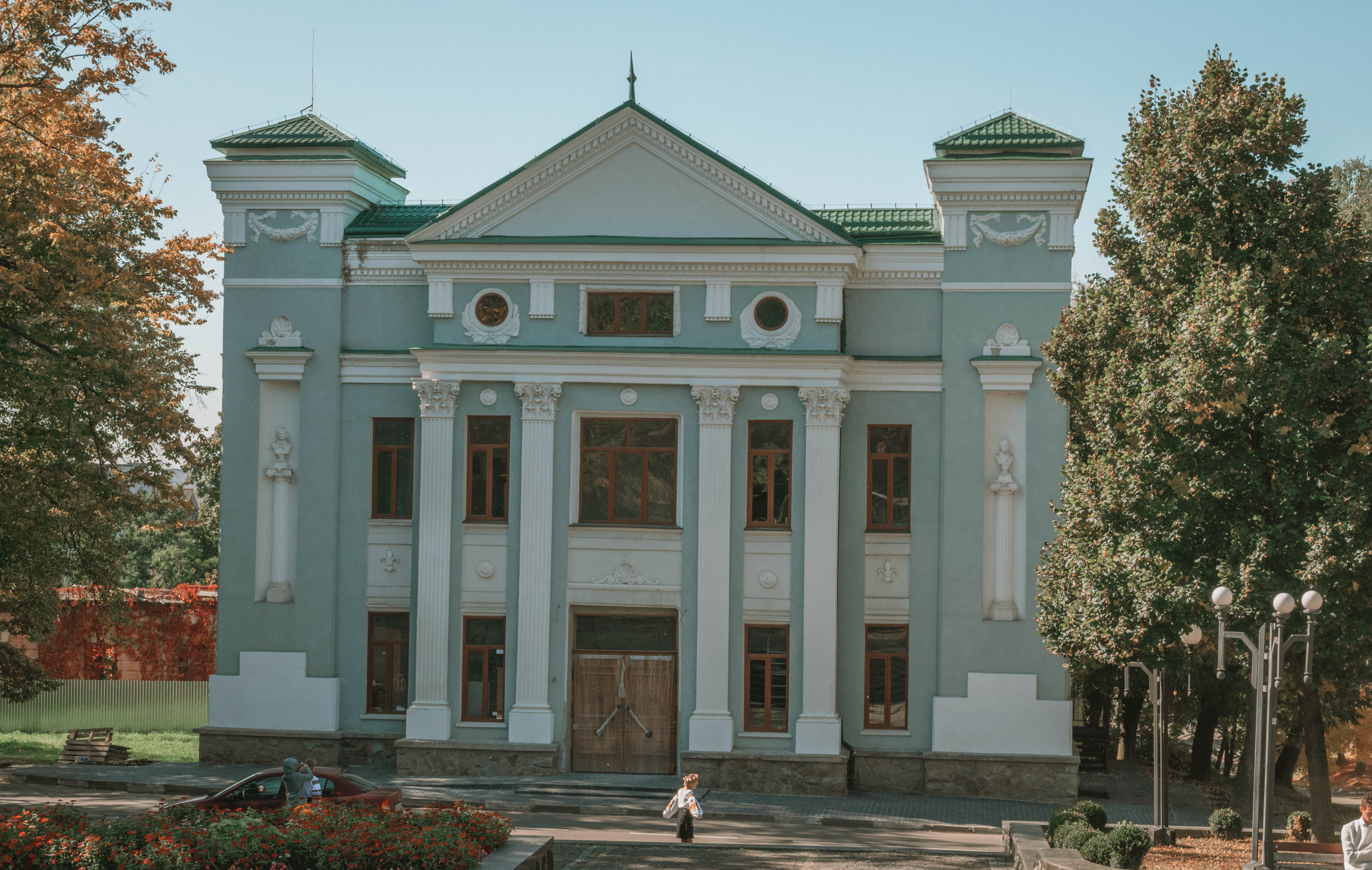
Будинок товариства Сокіл (концертний зал)
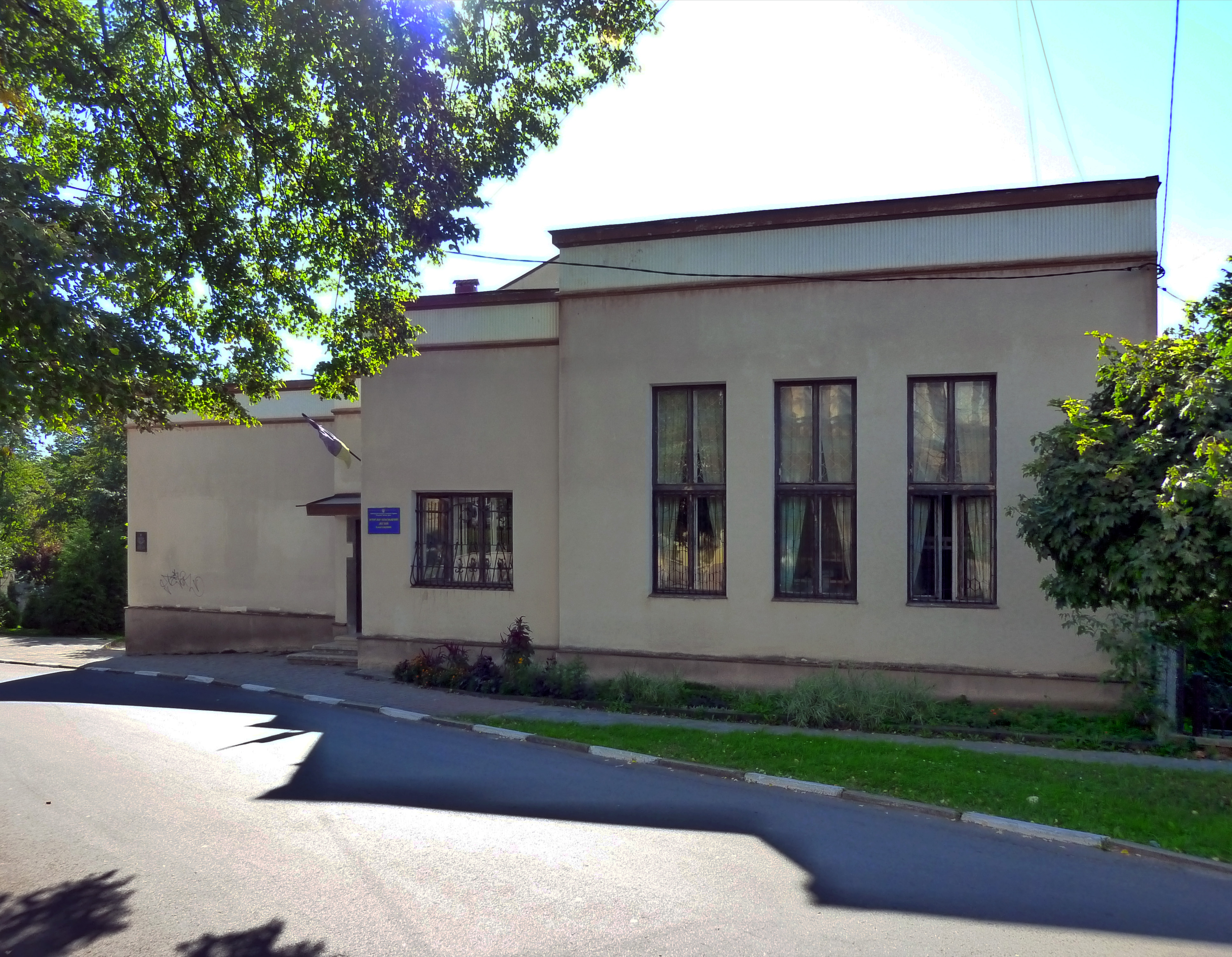
Калуський краєзнавчий музей
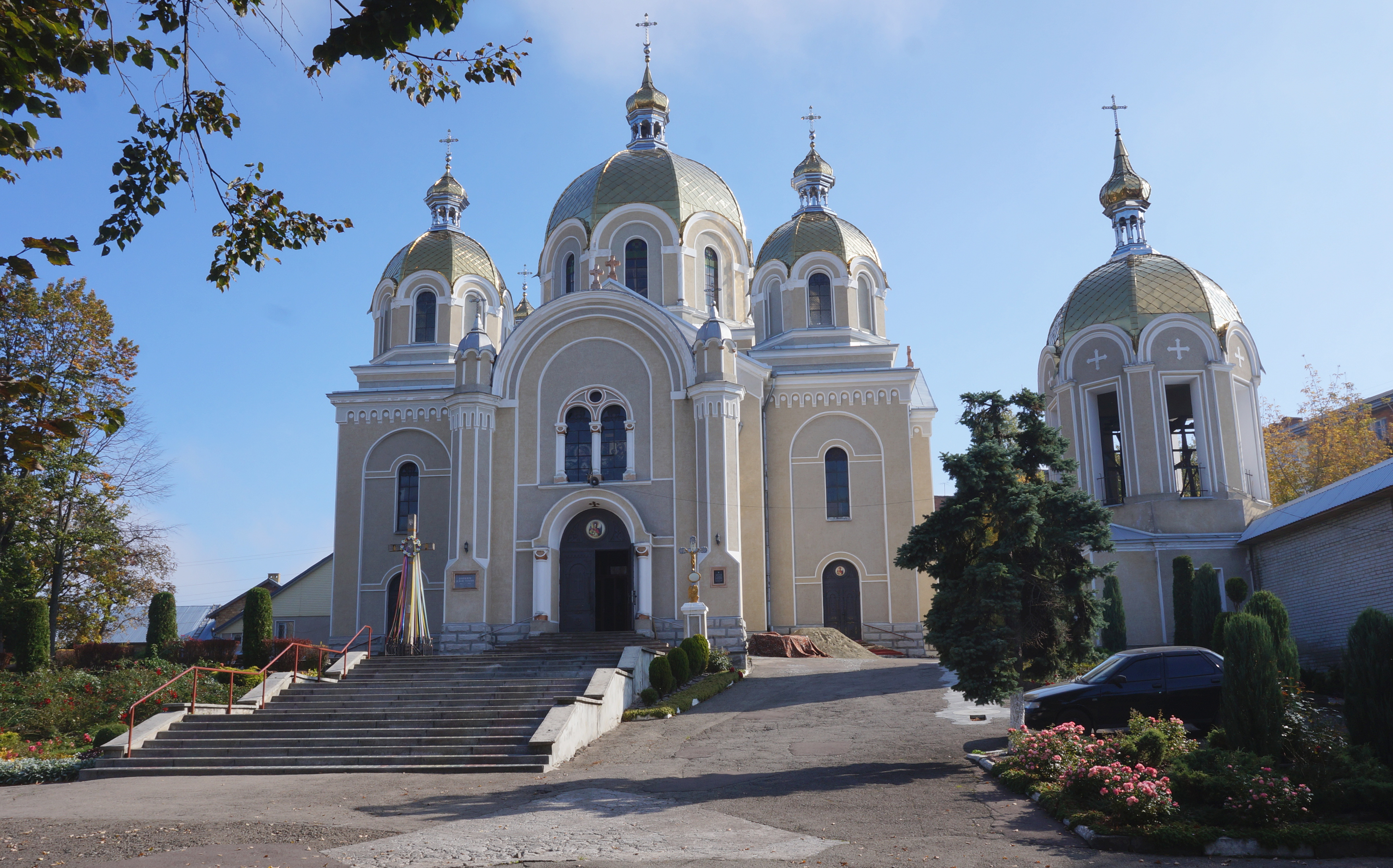
Церква св. Архистратига Михаїла
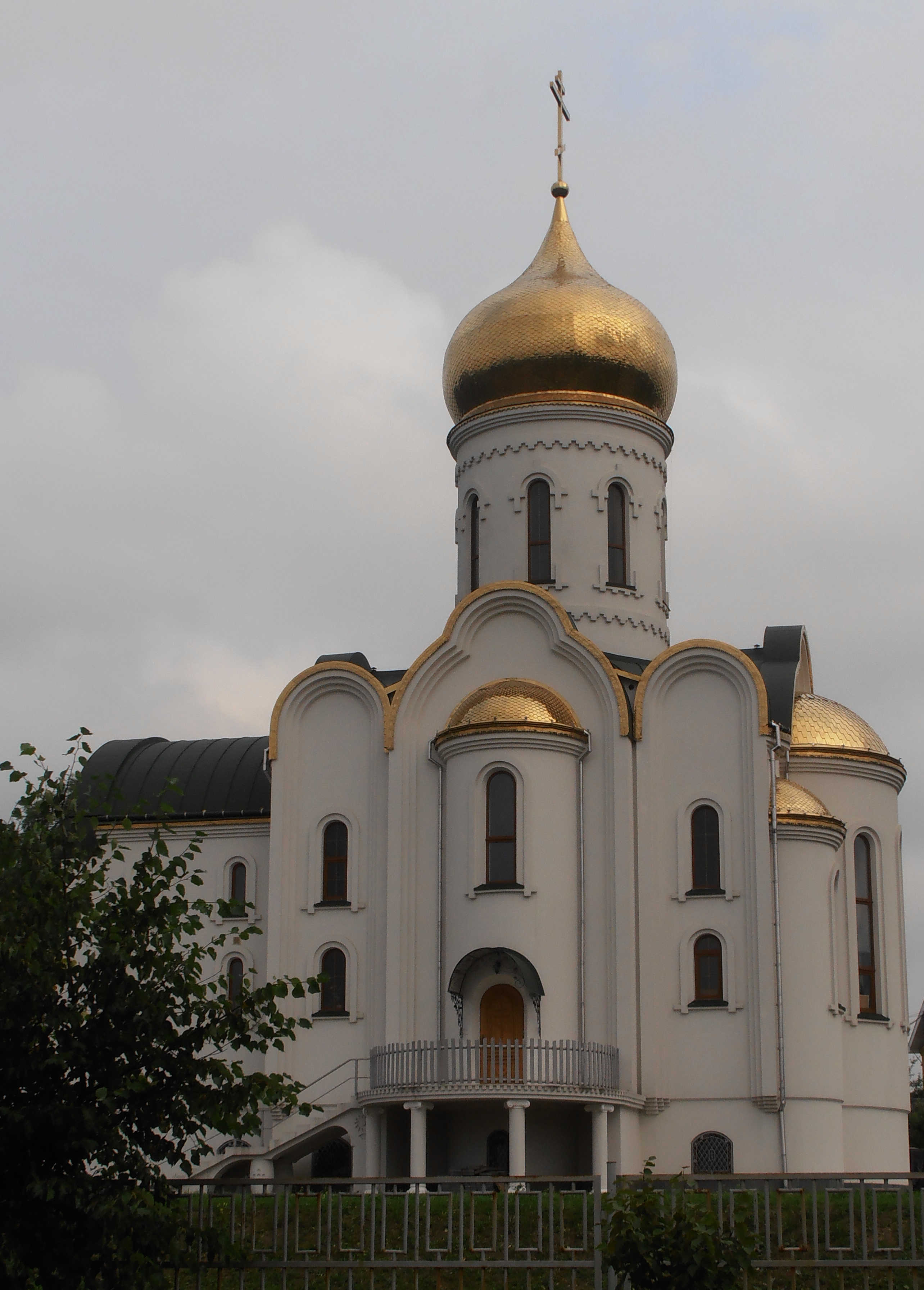
УПЦ МП в Калуші
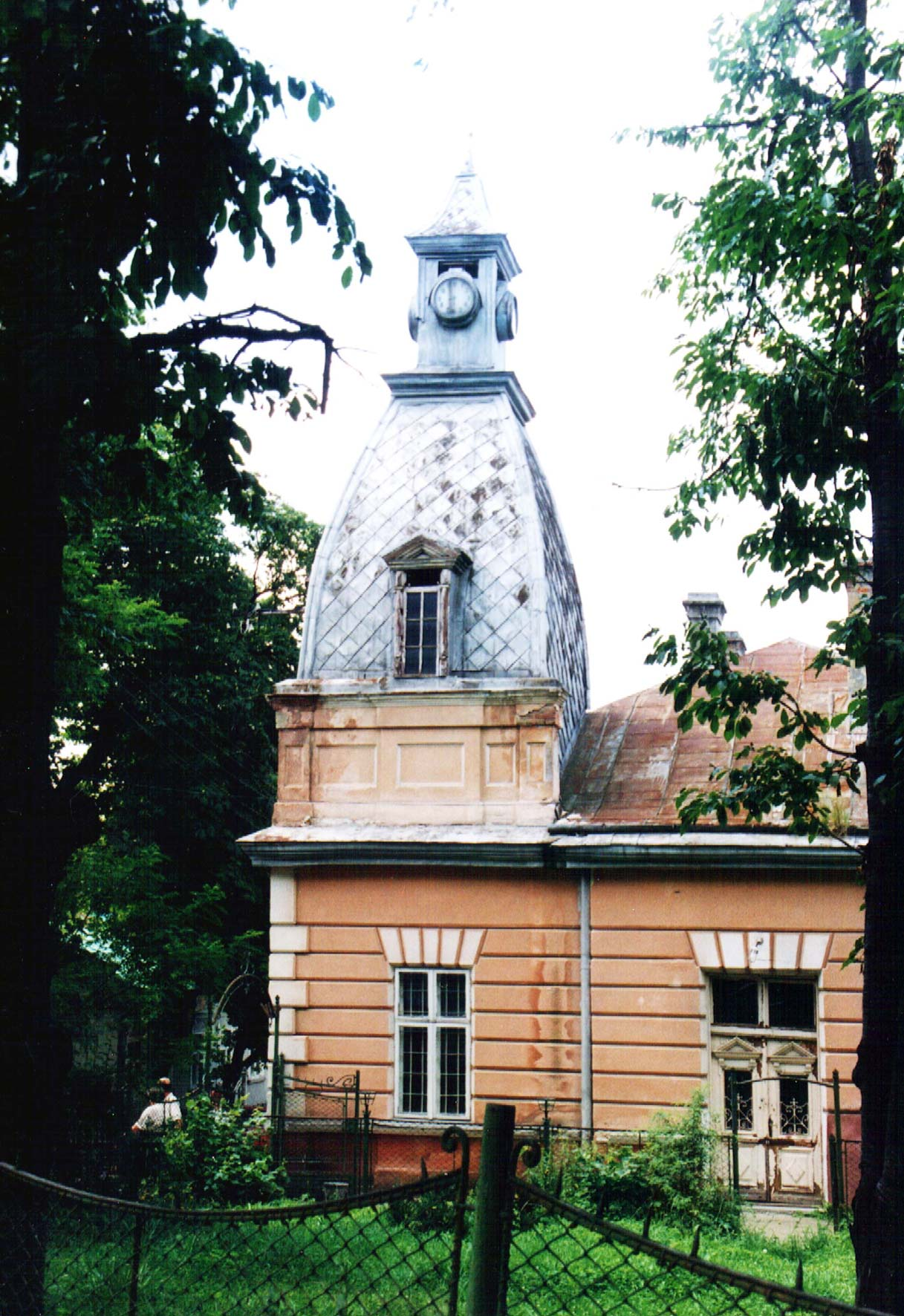
Міська ратуша (до руйнування)
Вказівник при в'їзді до Калуша